# Biserica „Sfântul Nicolae” din Bârsău

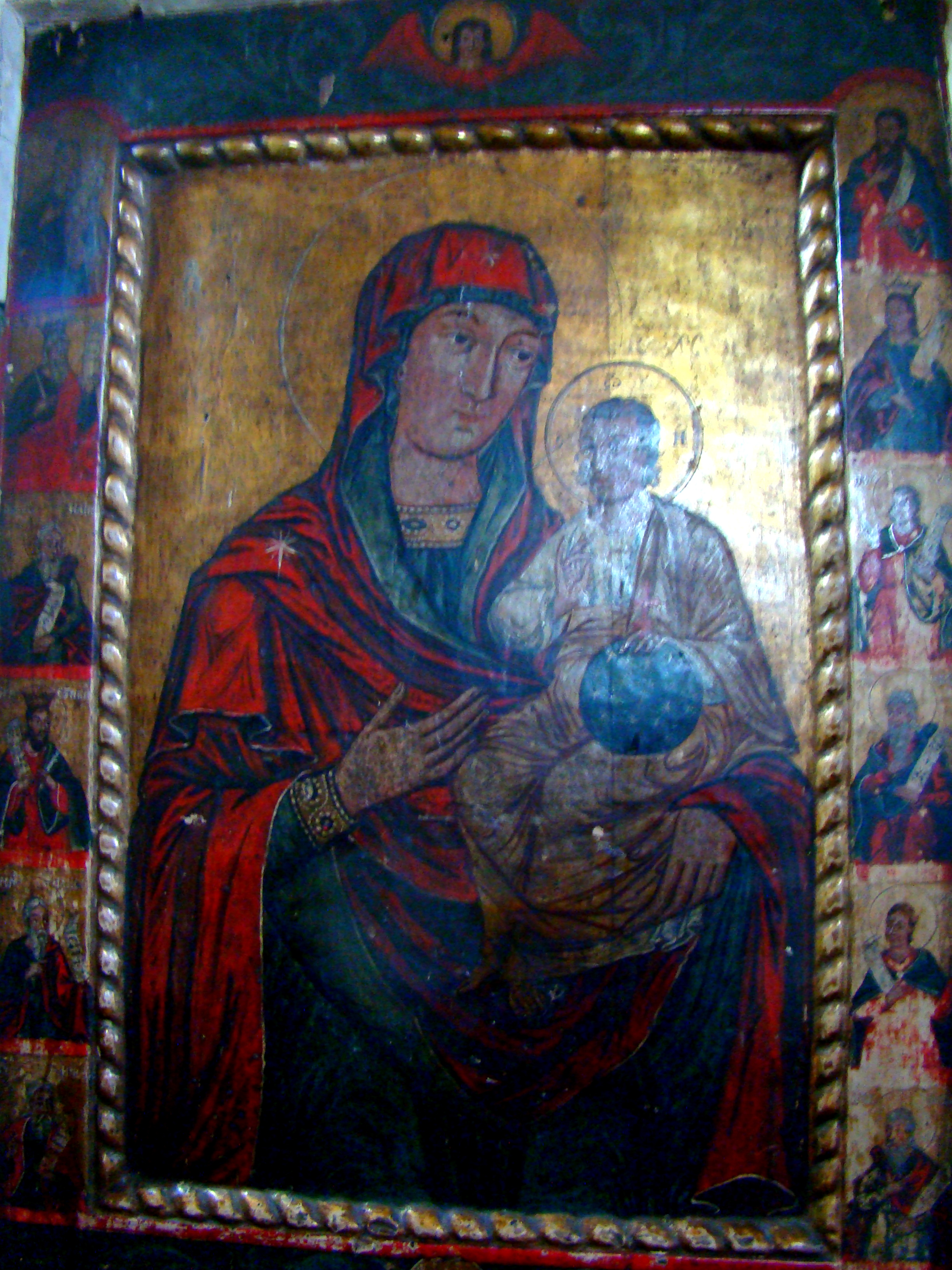
Icoană împărătească: „Maria cu Pruncul” (Stan Zugravul din Rășinari 1770)

Biserica „Sfântul Nicolae” din Bârsău este un monument istoric aflat pe teritoriul satului Bârsău, comuna Hărău. În Repertoriul Arheologic Național, monumentul apare cu codul 89838.01.01.

## Istoric și trăsături
Lăcaș de cult medieval din piatră, compus dintr-un altar pentagonal îngust, cu muchie în ax, o navă dreptunghiulară boltită semicilindric, și un turn-clopotniță masiv, cu foișor deschis, din lemn; aspectul actual este rezultatul amplelor lucrări de renovare din anii 1886-1888. Edificiul, restaurat și împodobit iconografic în anul 1562, pe cheltuiala familiei Cherepovici, a fost ctitorit, cu probabilitate, de marele strateg român Iancu de Hunedoara. Frescele inițiale, repictate în anul 1770 de Stan Zugravul din Rășinari, sunt mascate acum de un strat de tencuială.
Icoanele de la Bârsău sunt capodopere ale zugravului Stan din Rășinari. 
Frânghia răsucită, personajele și scenele marginale trimit la opera zugravului Popa Ivan din Rășinari (tehnic și iconografic).

## Imagini din interior

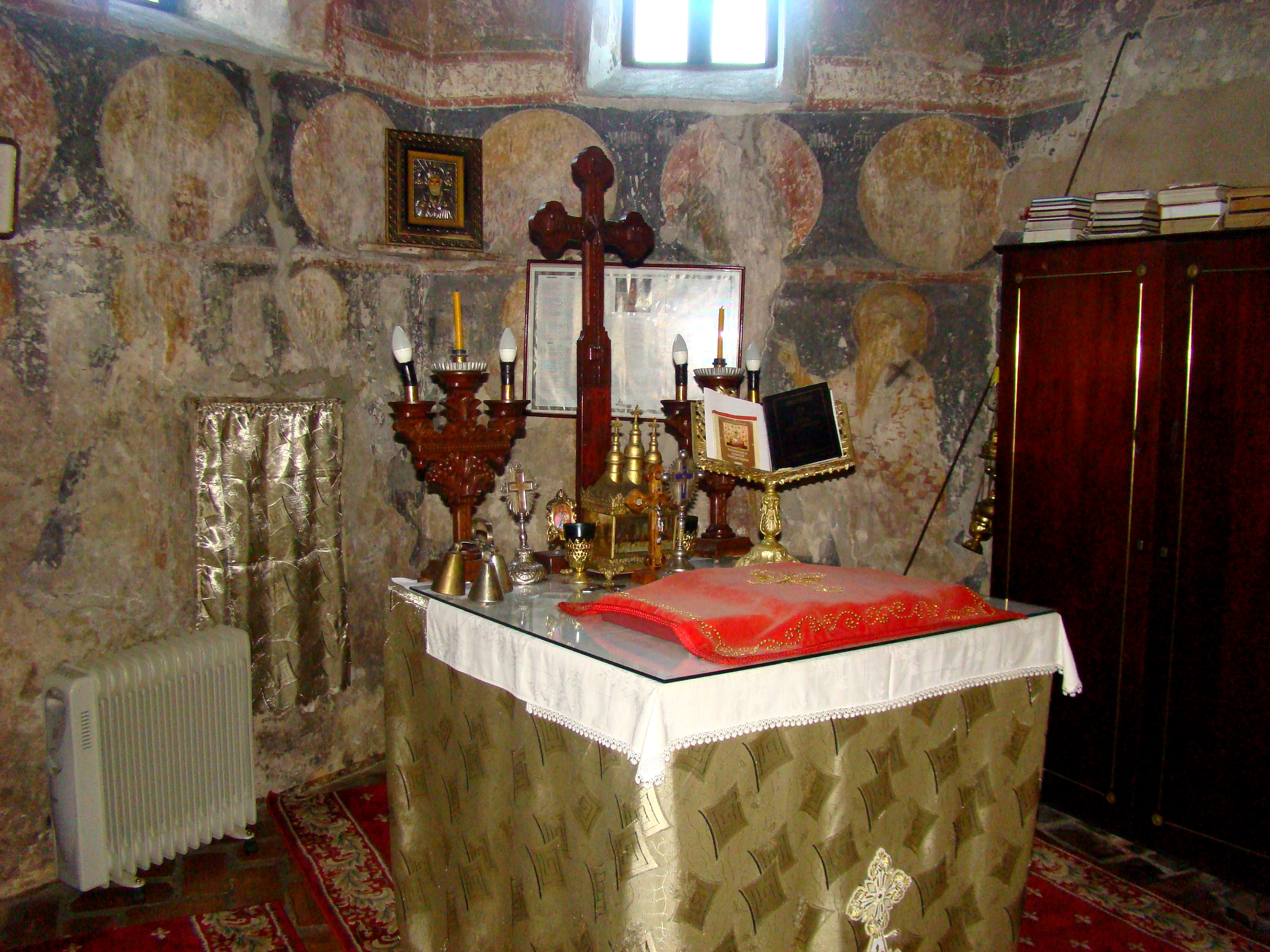
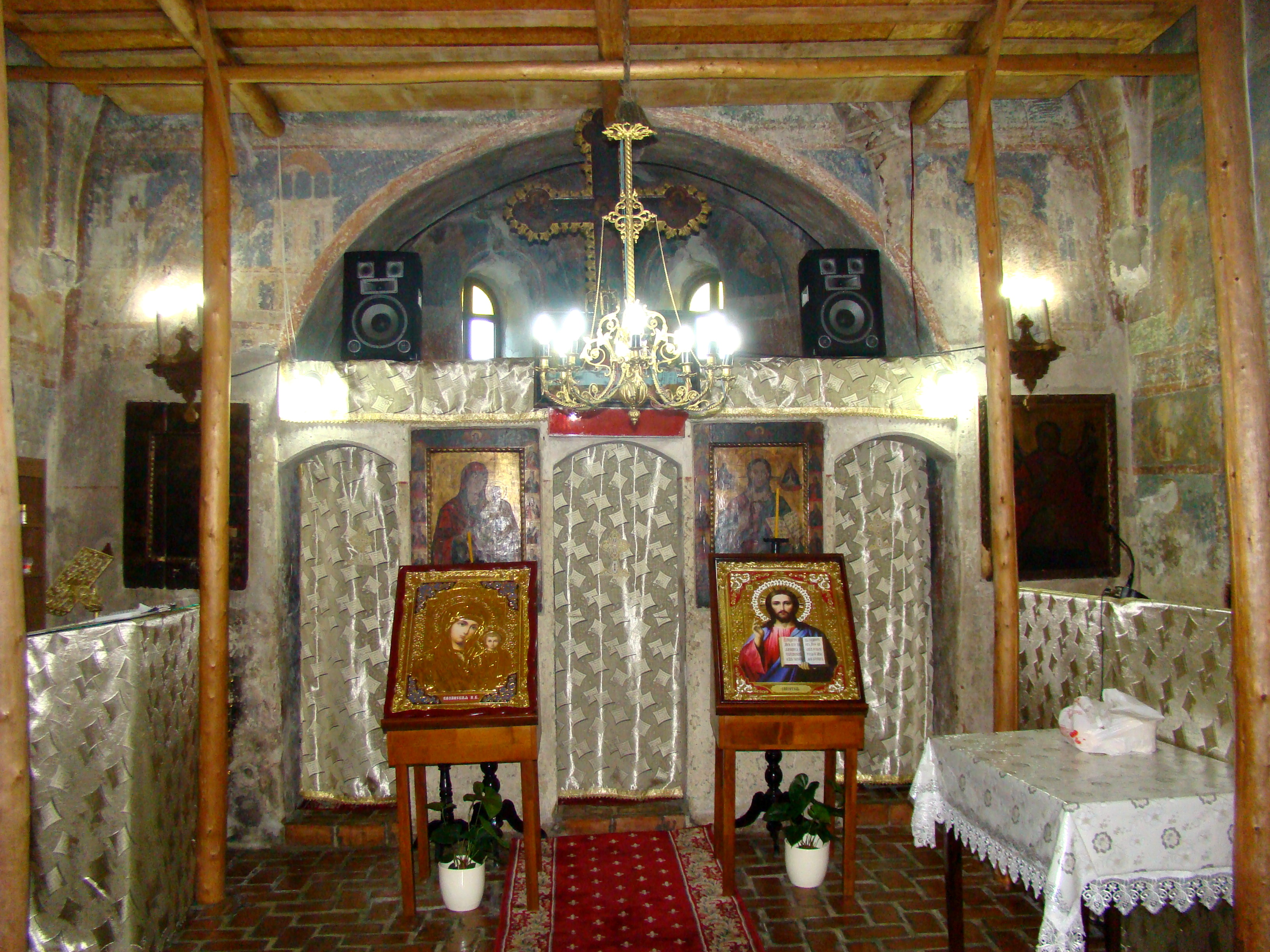
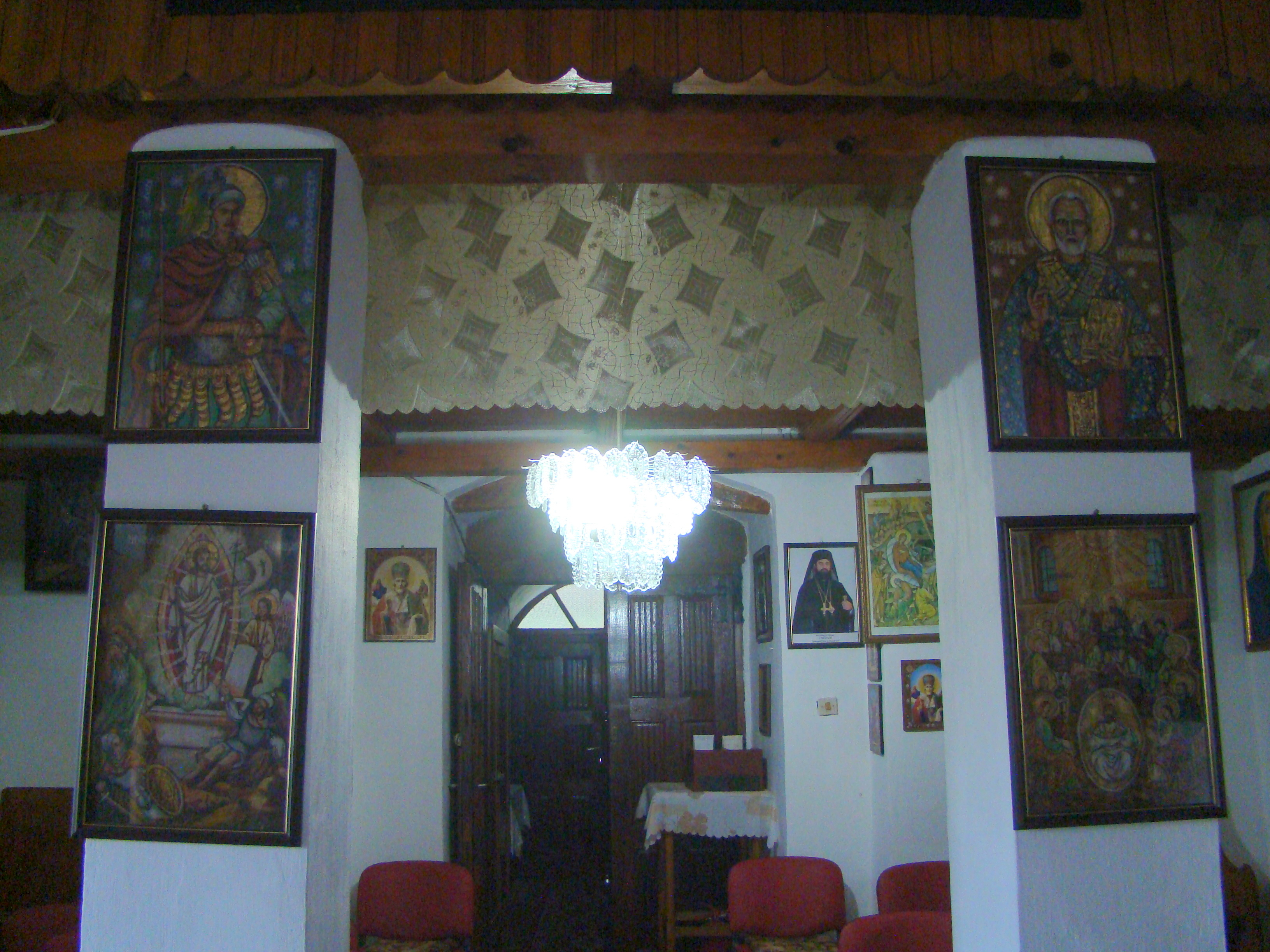
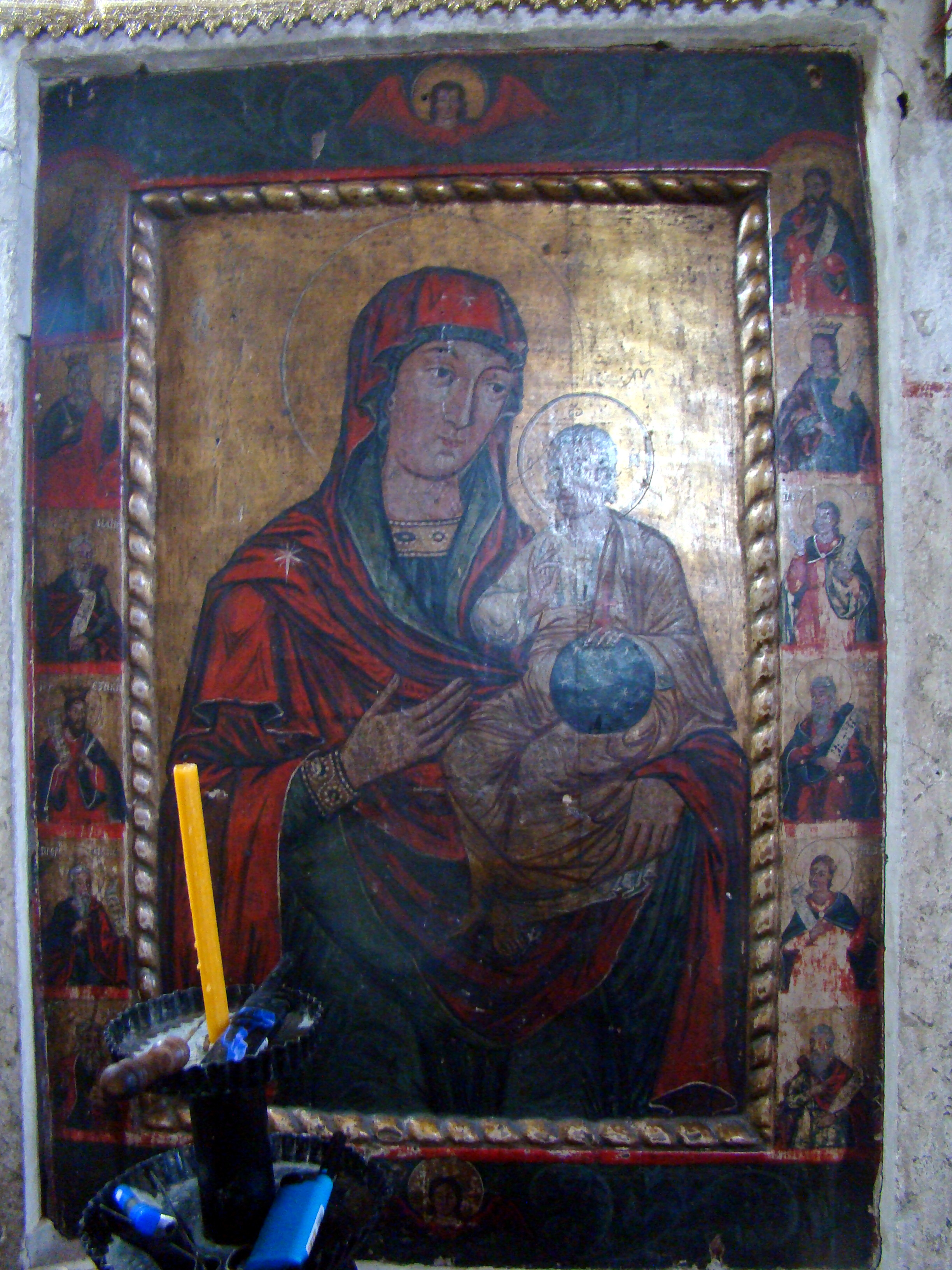
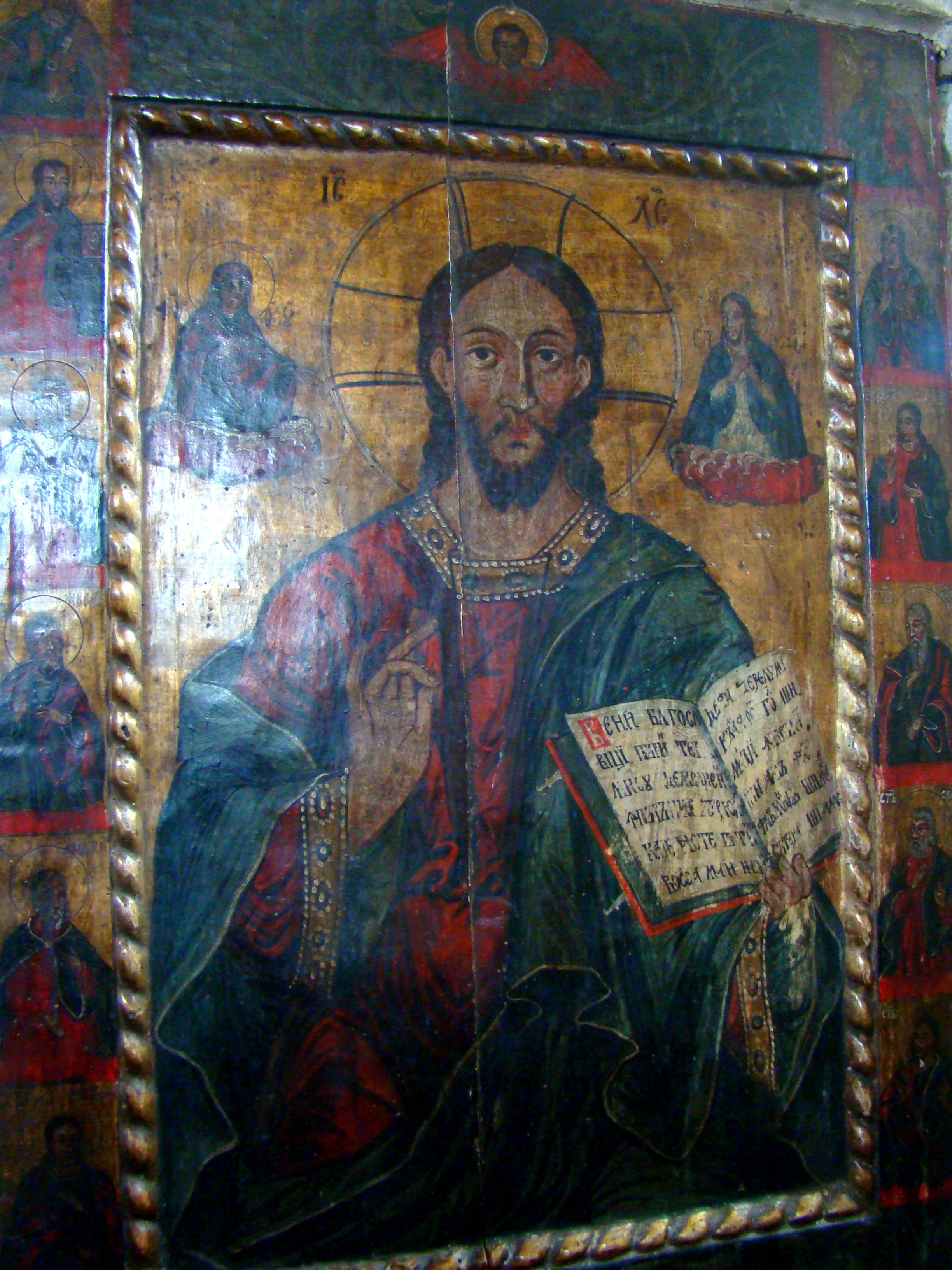
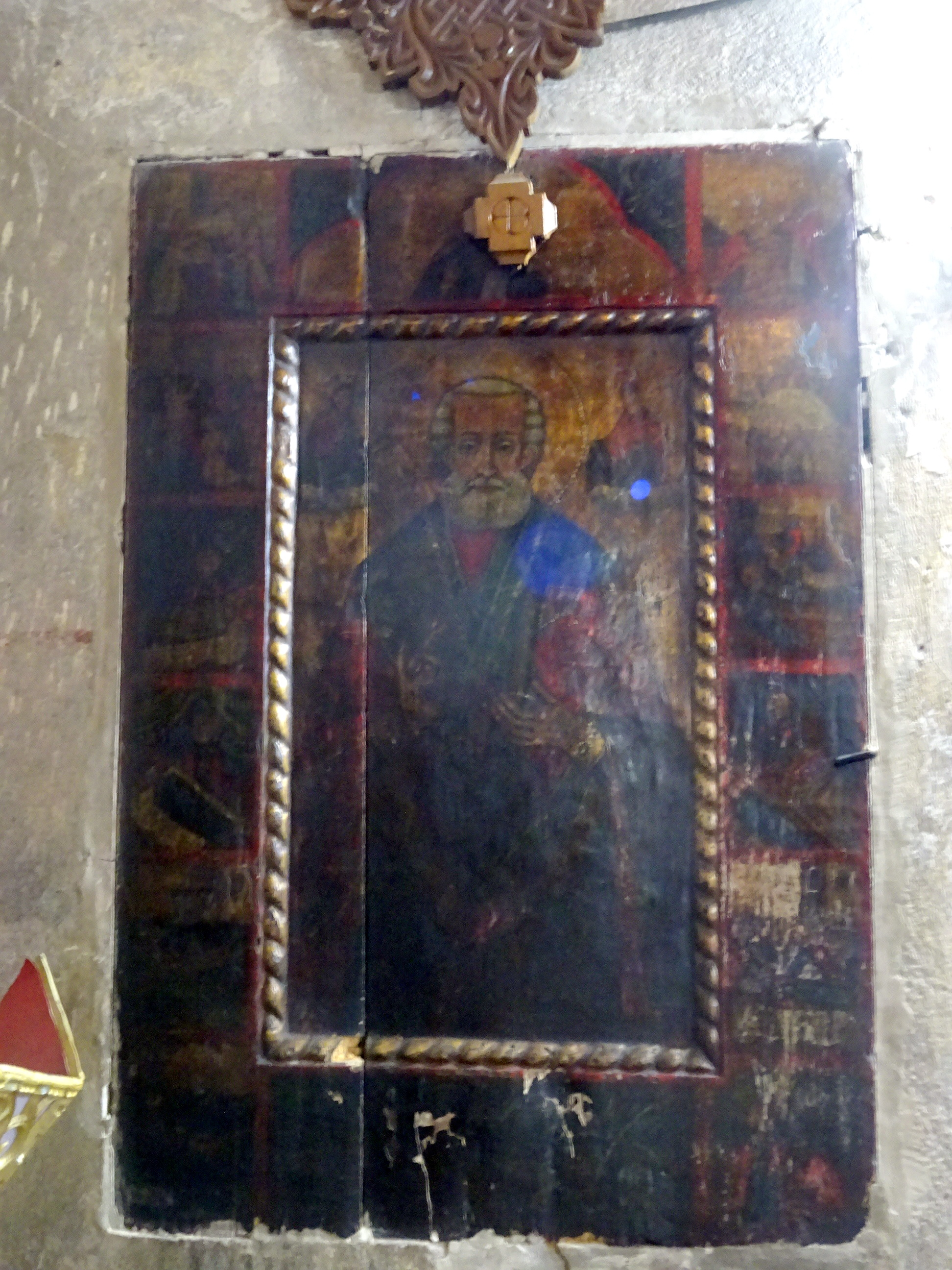
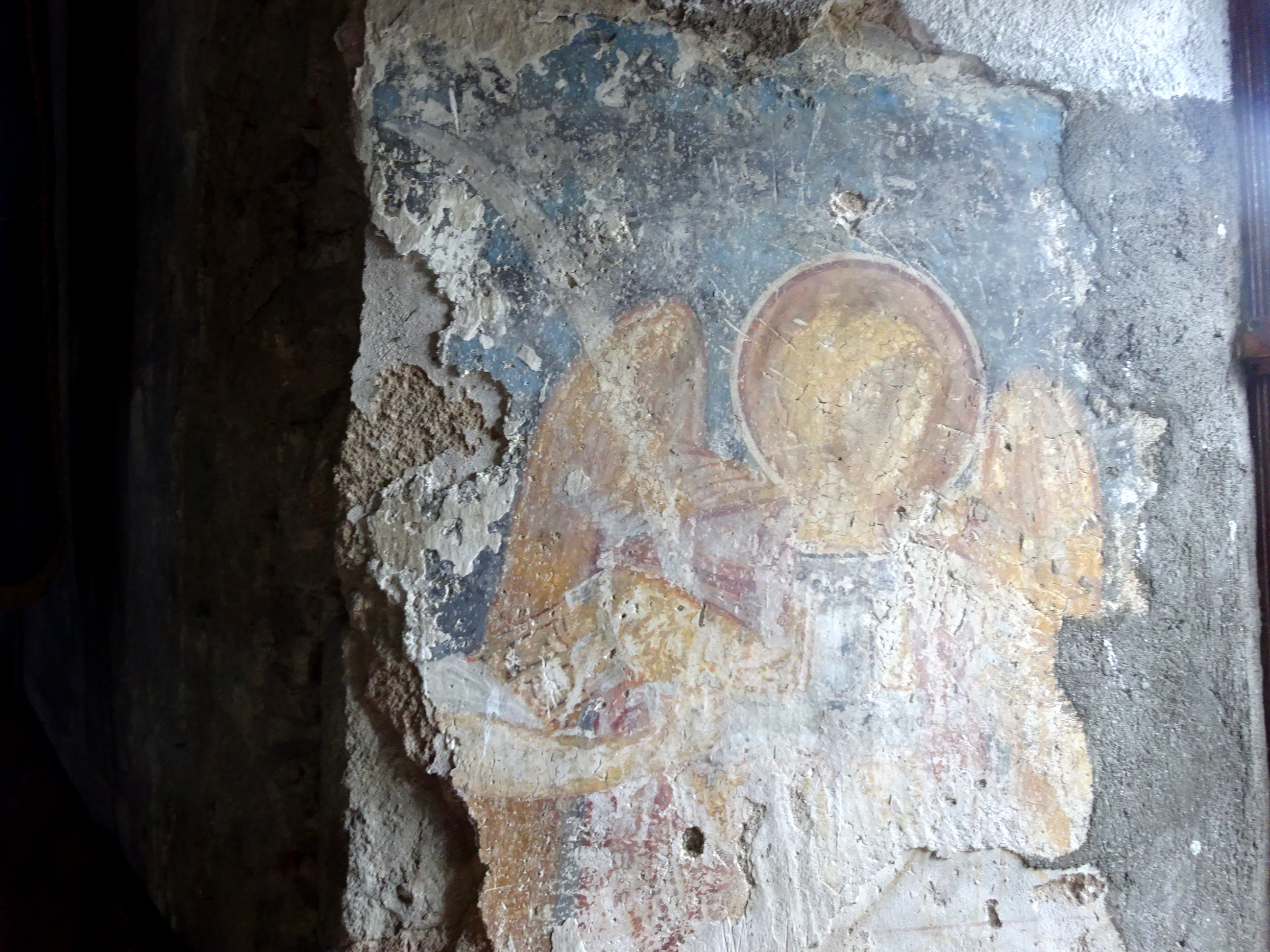
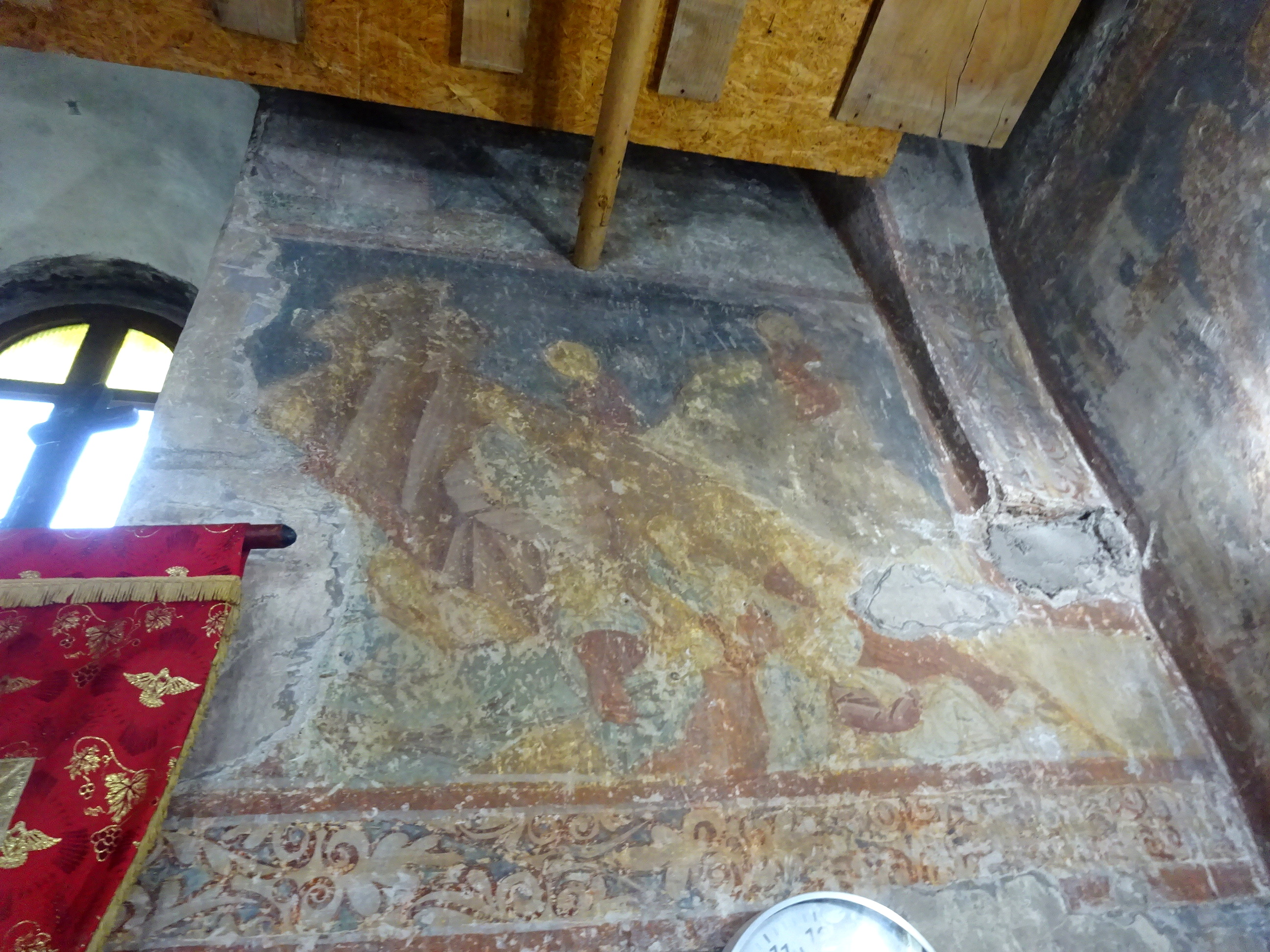
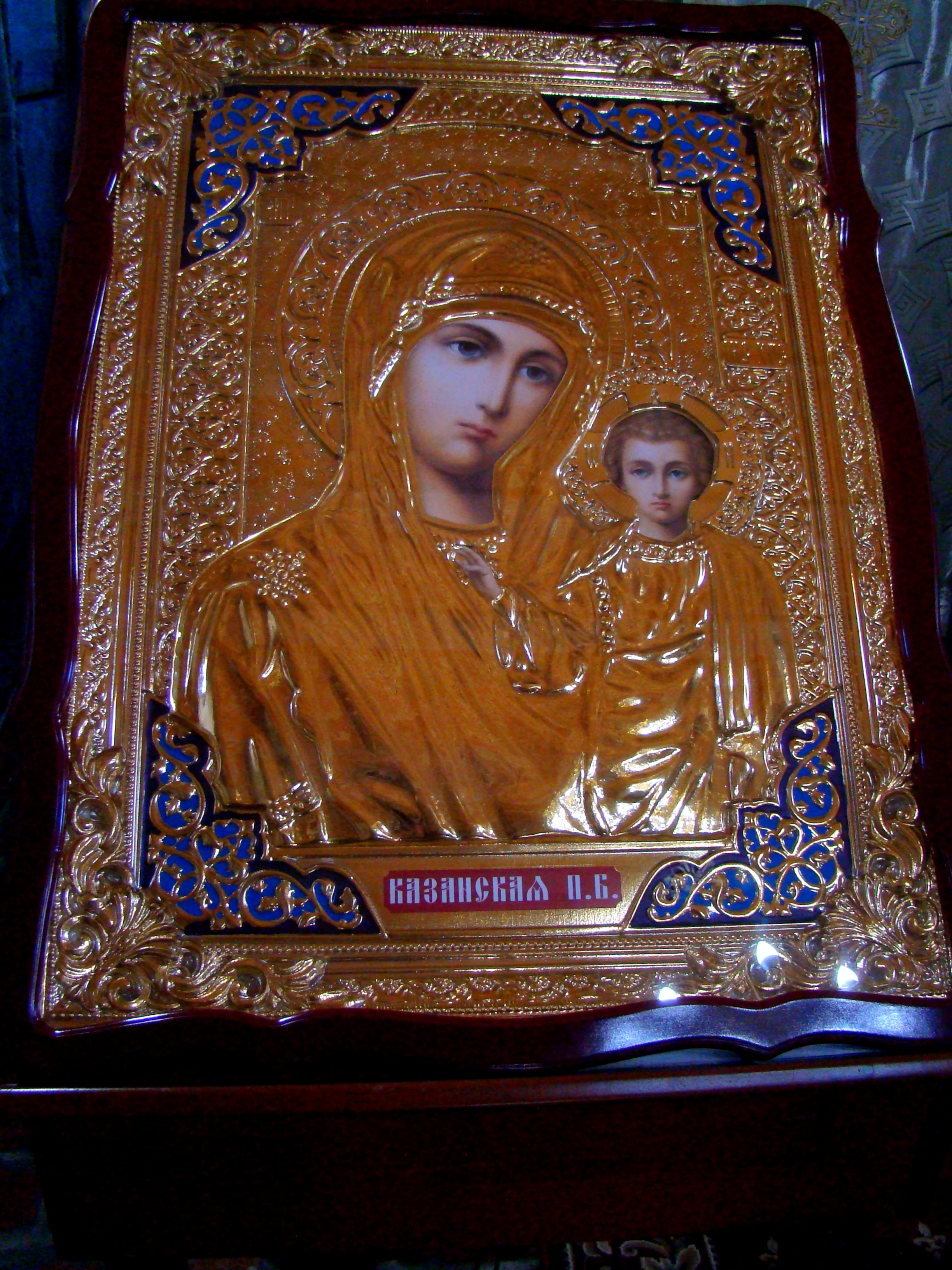
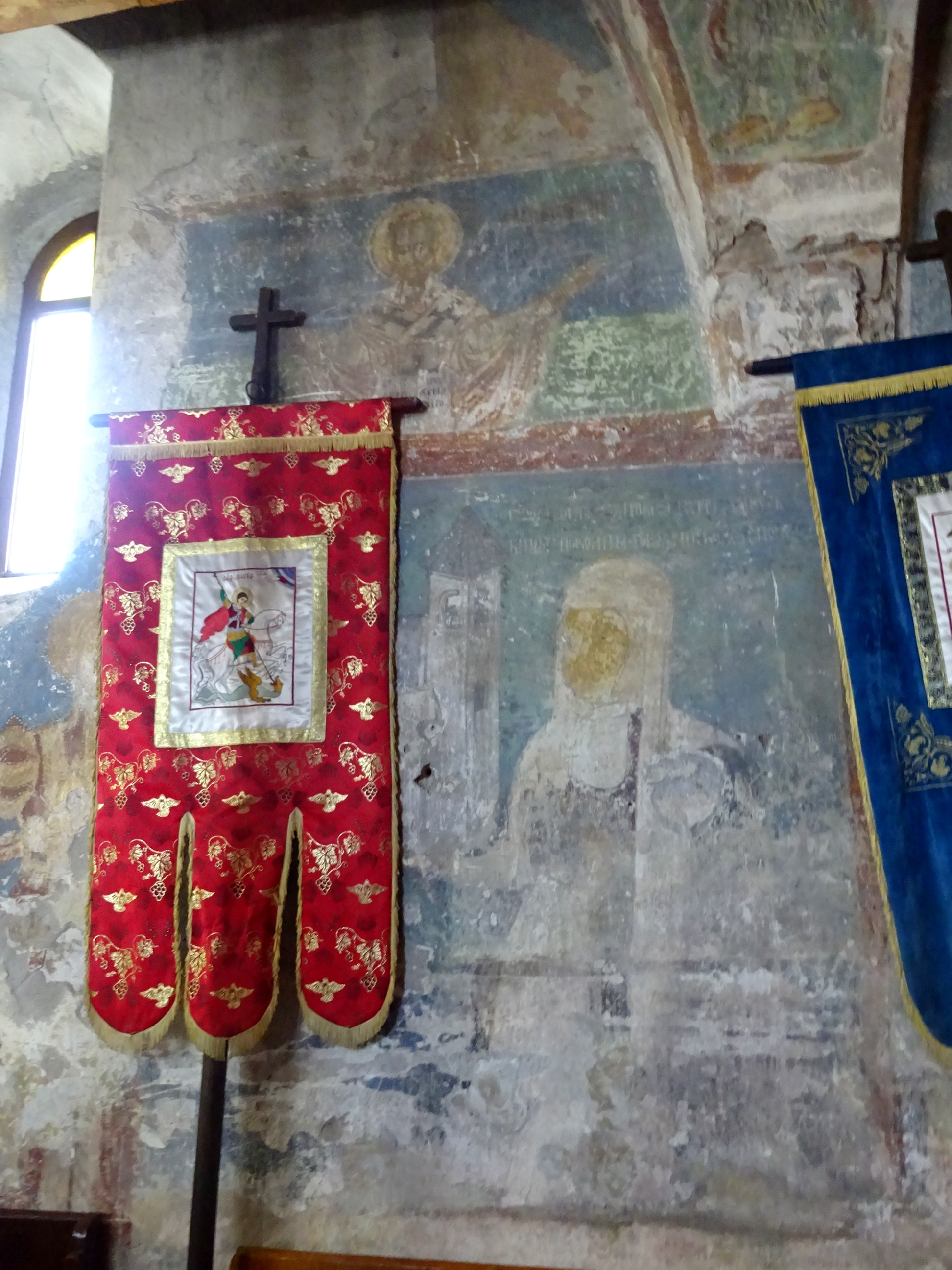
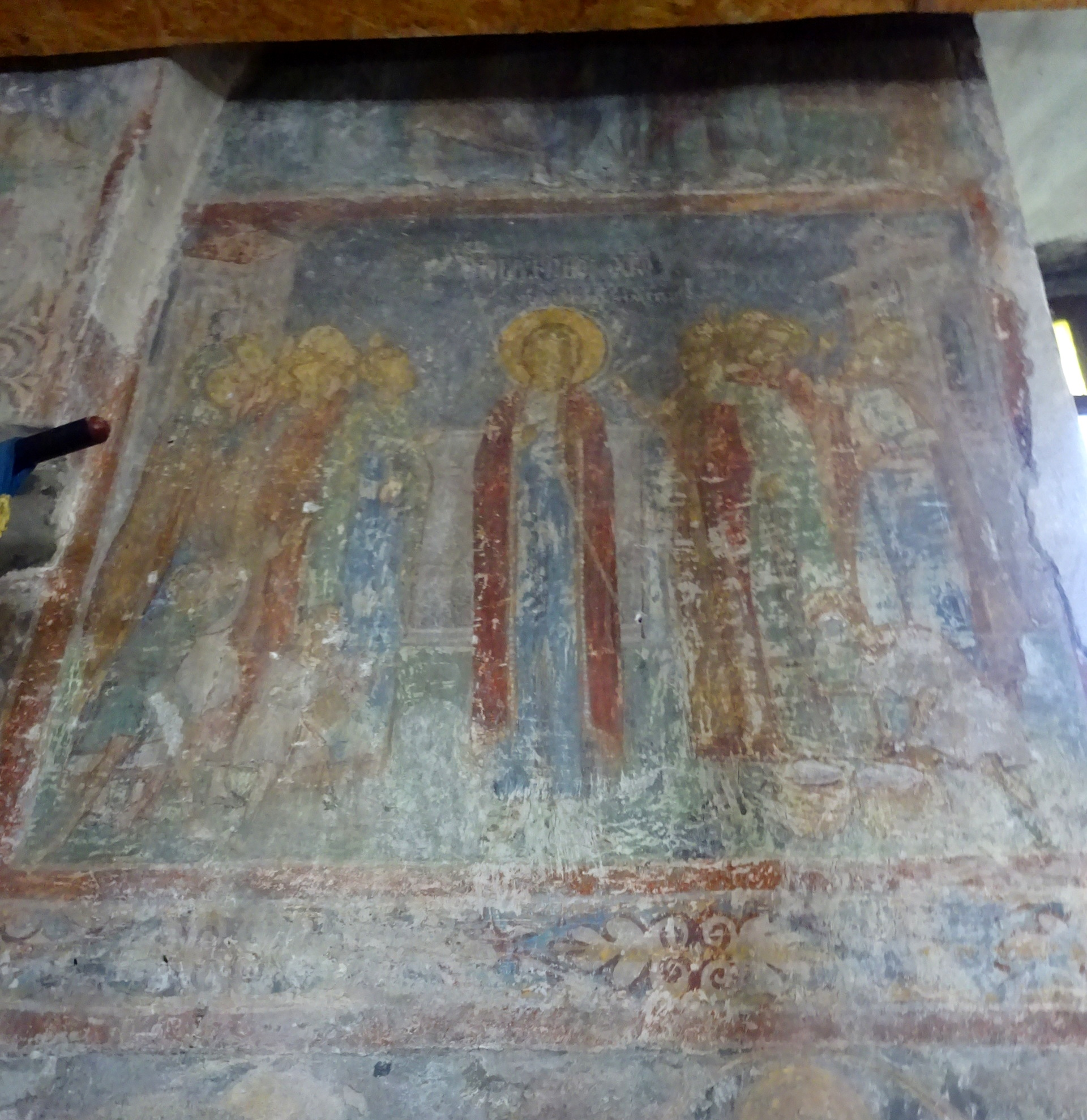
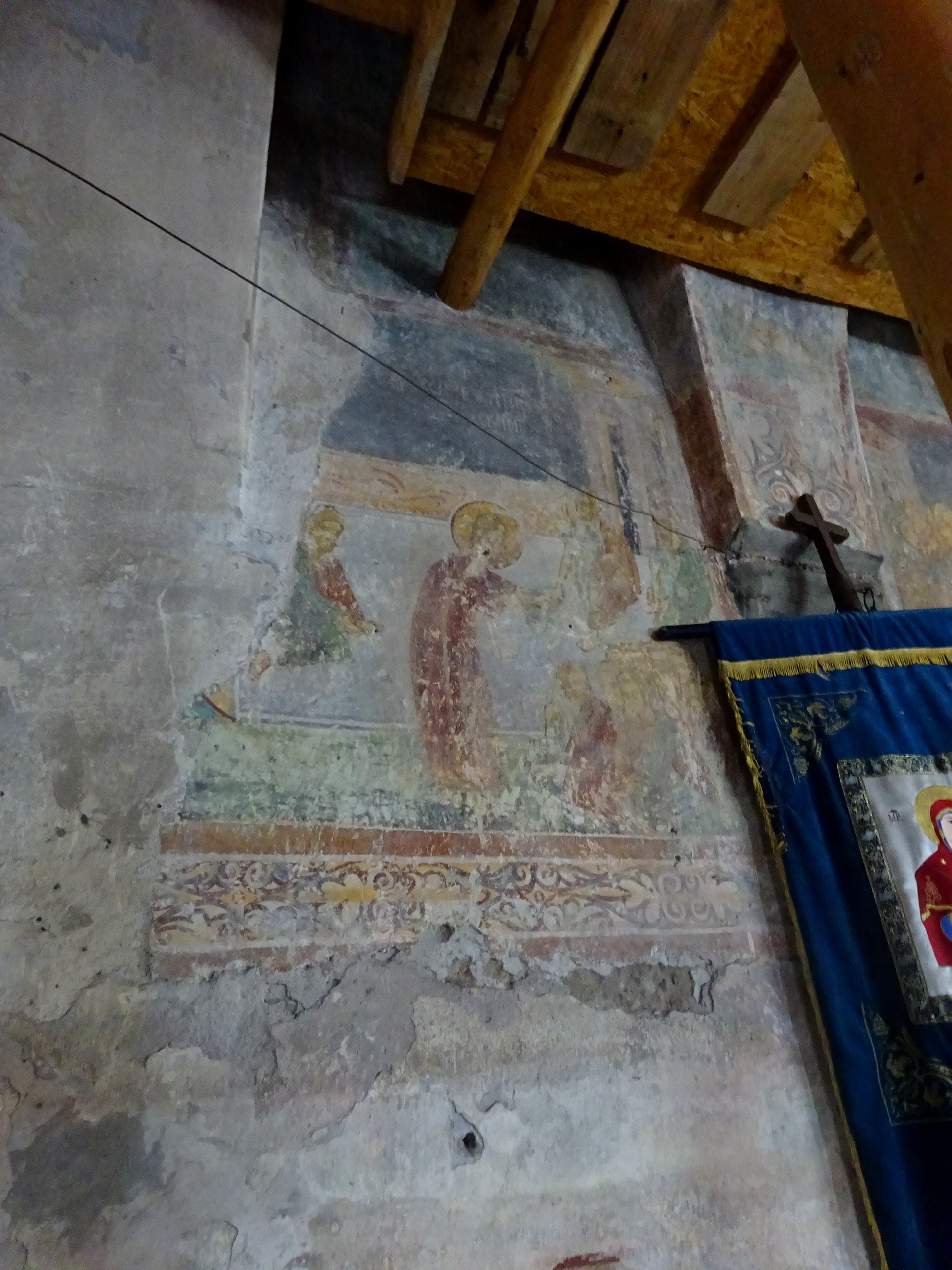
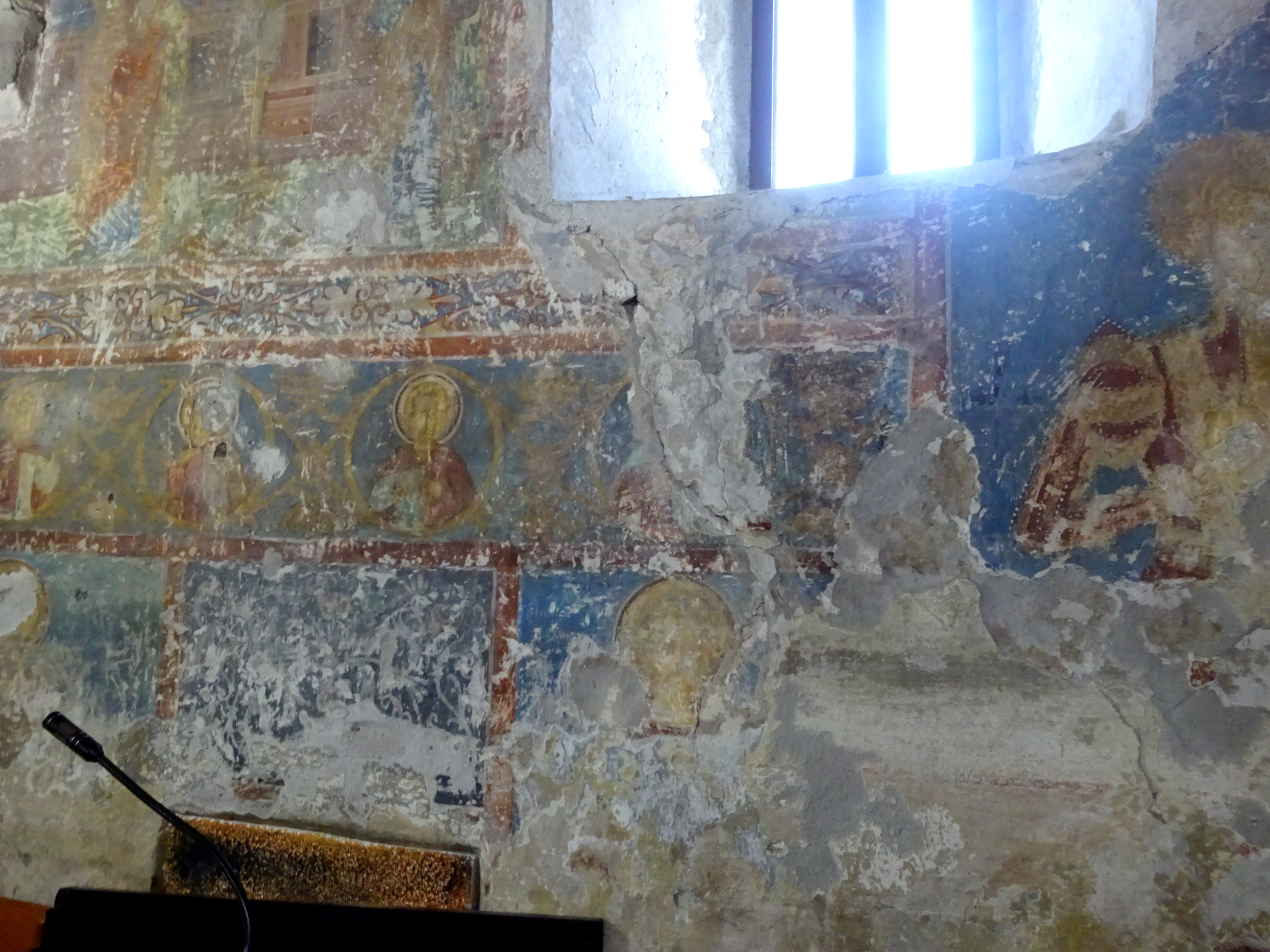
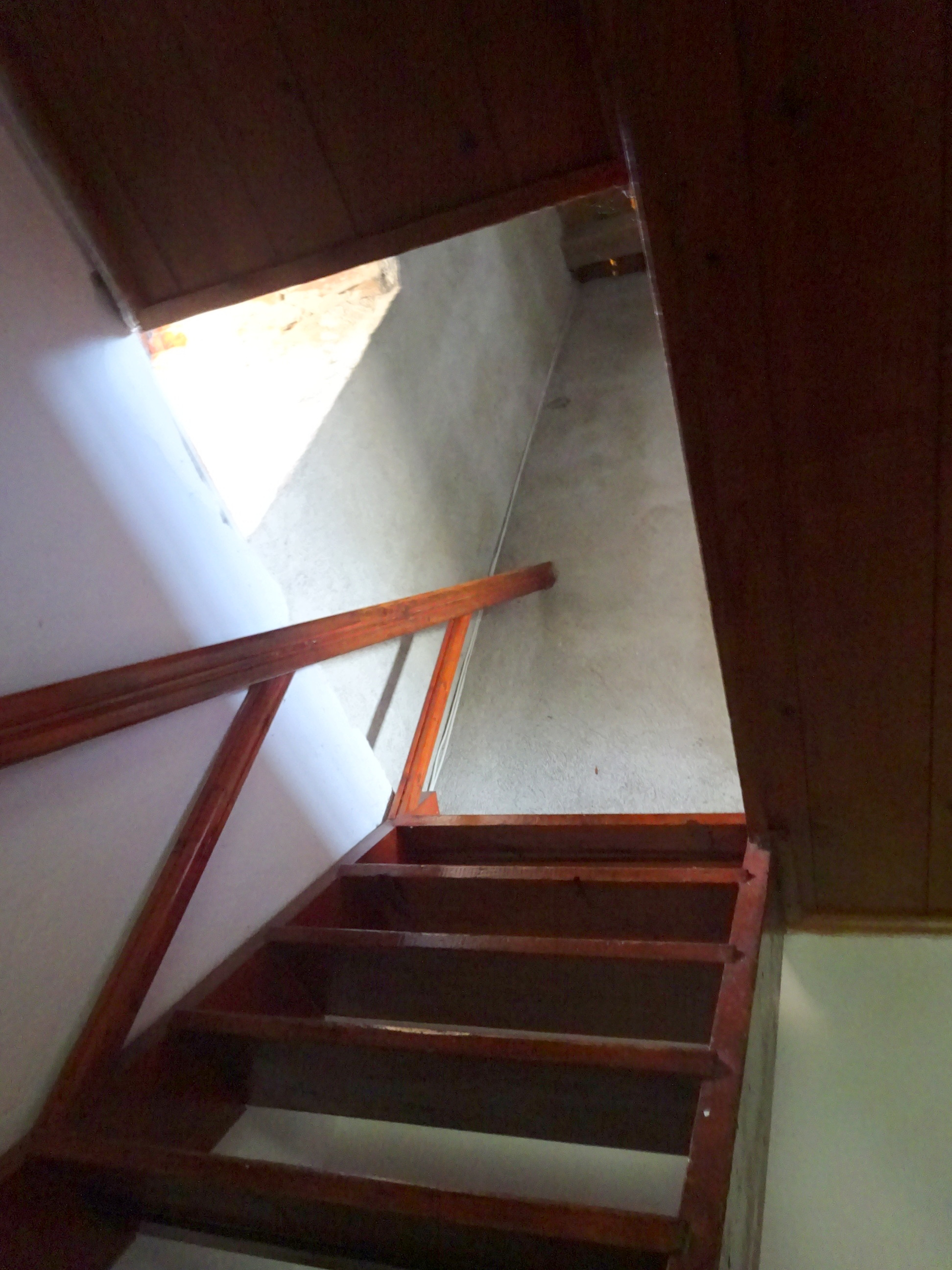
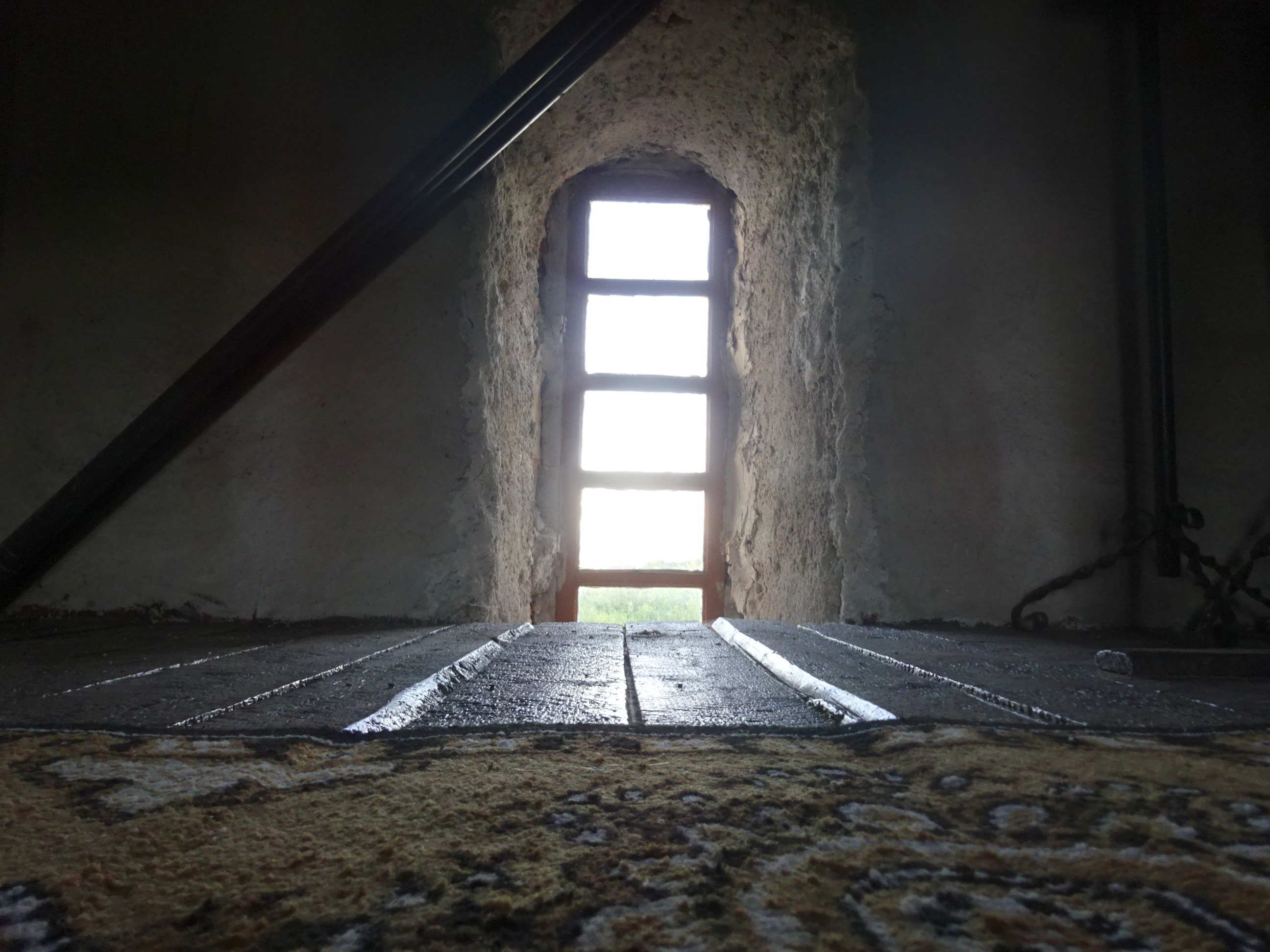
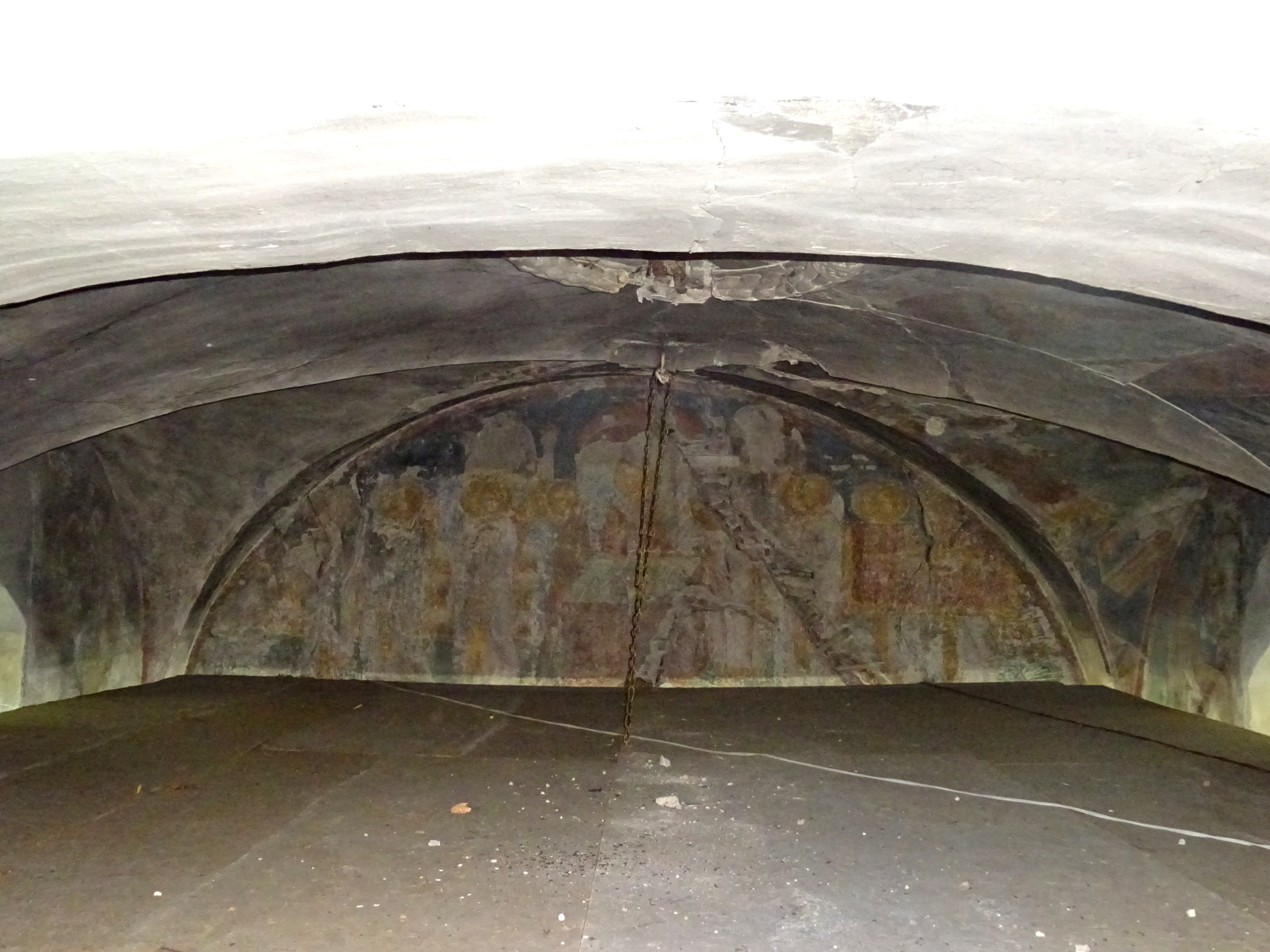
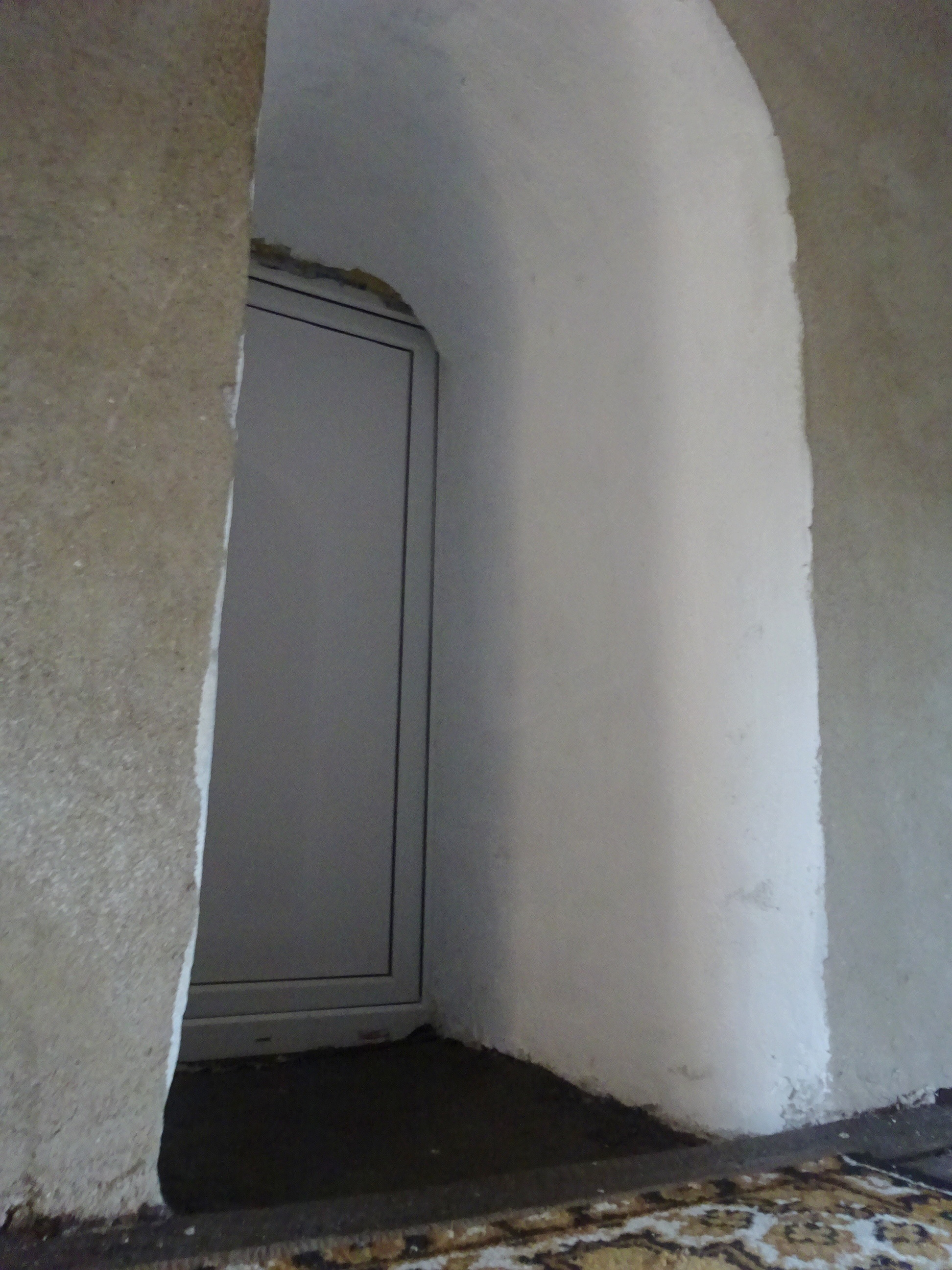
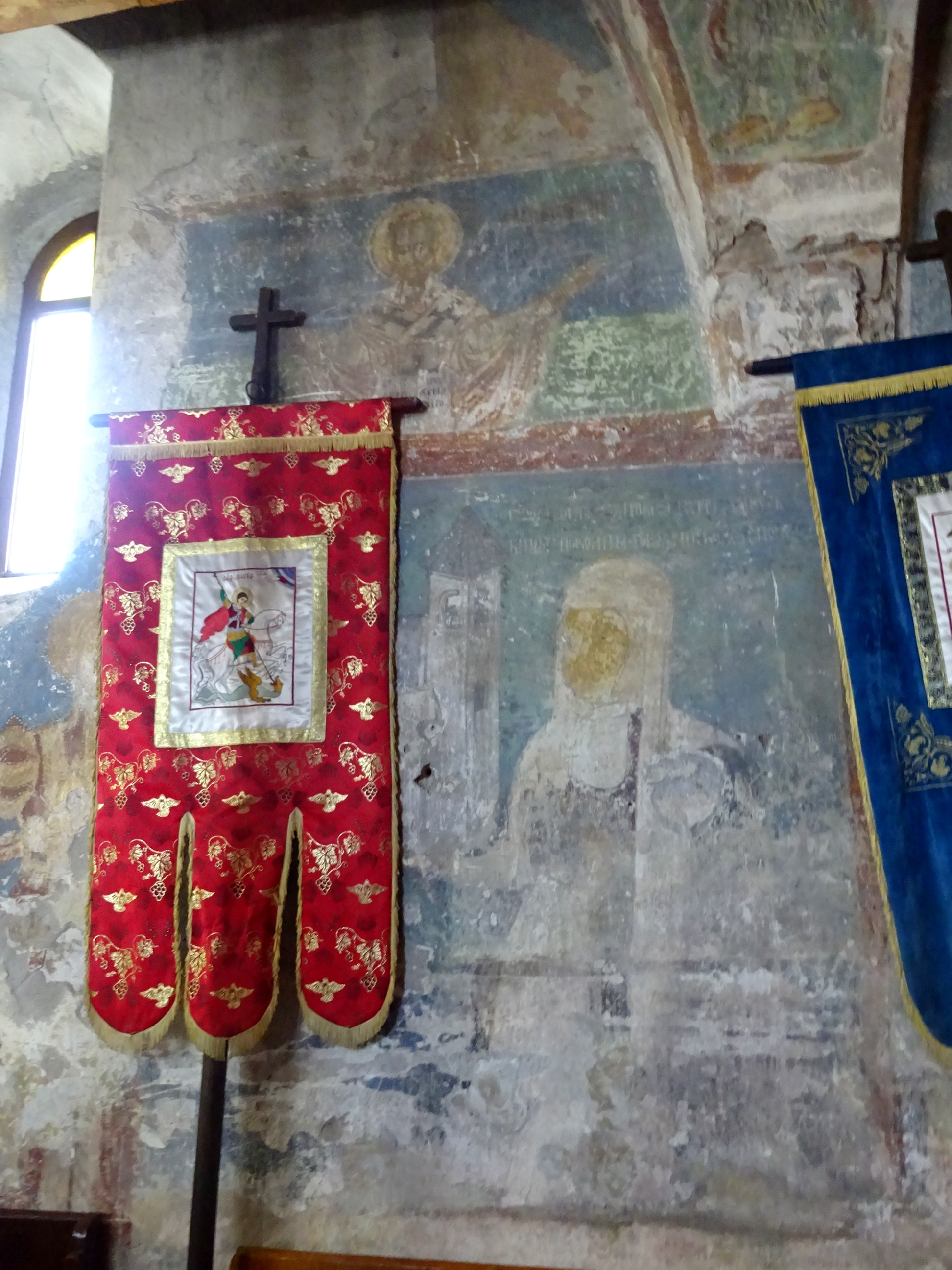
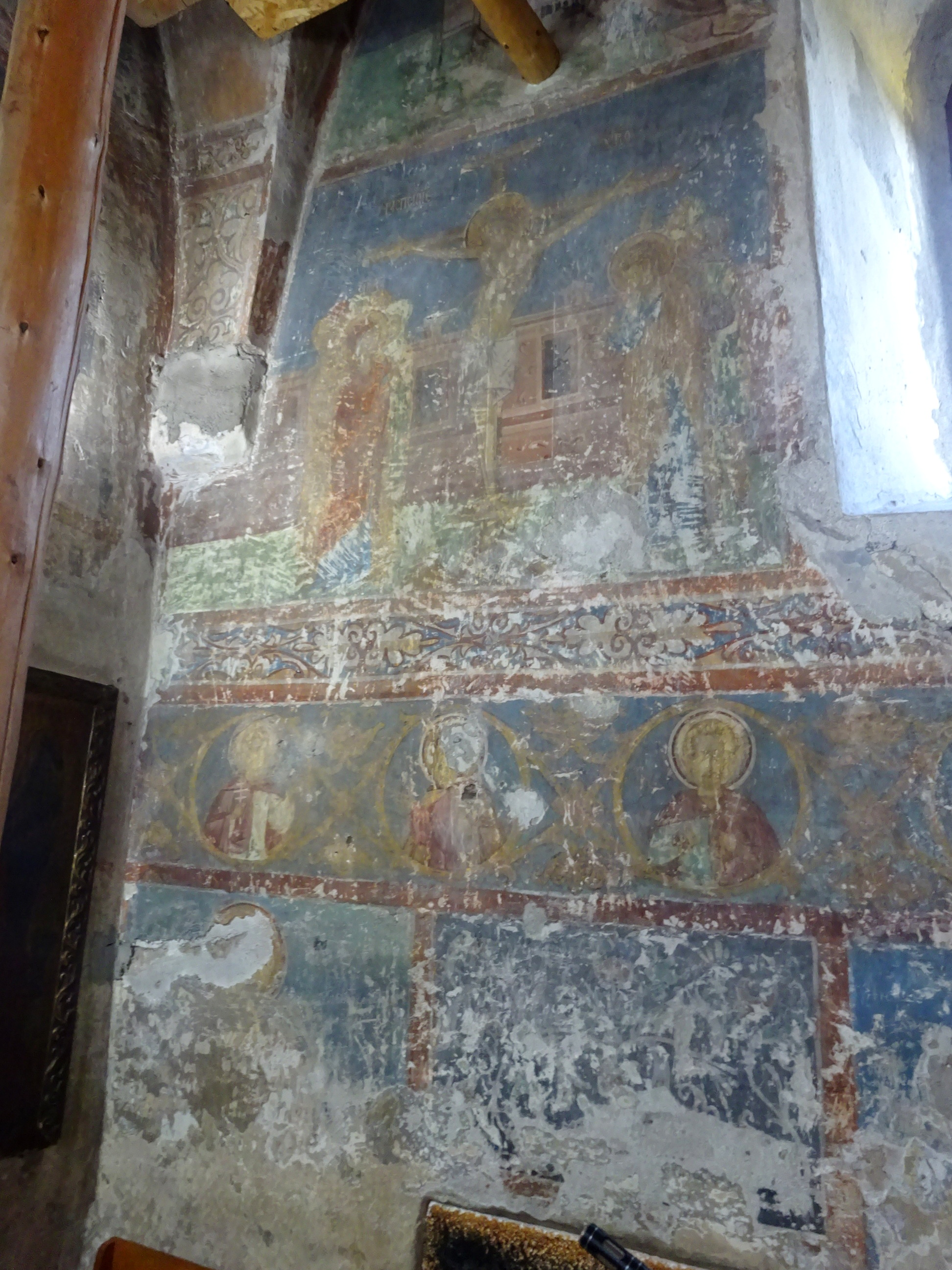
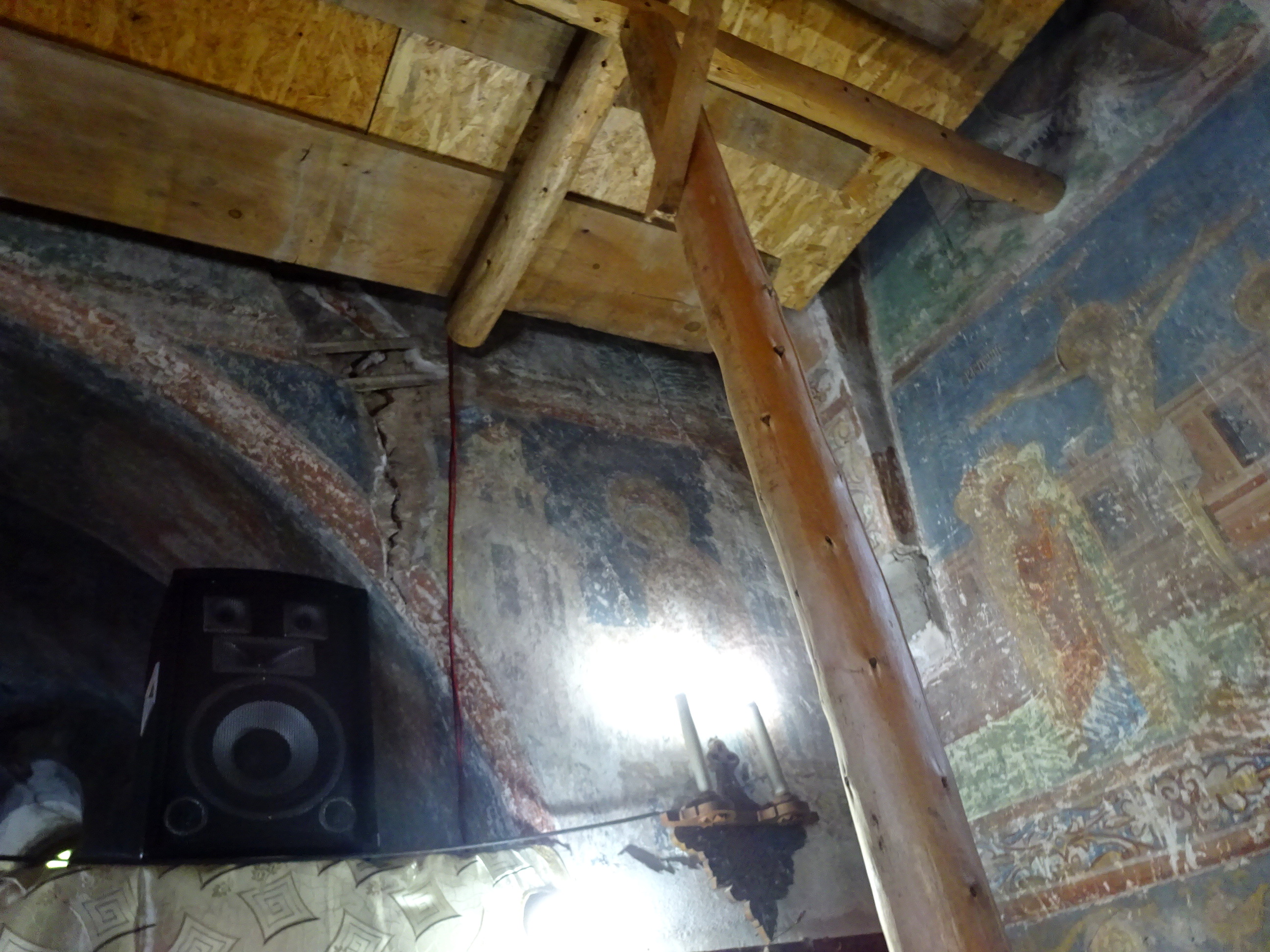
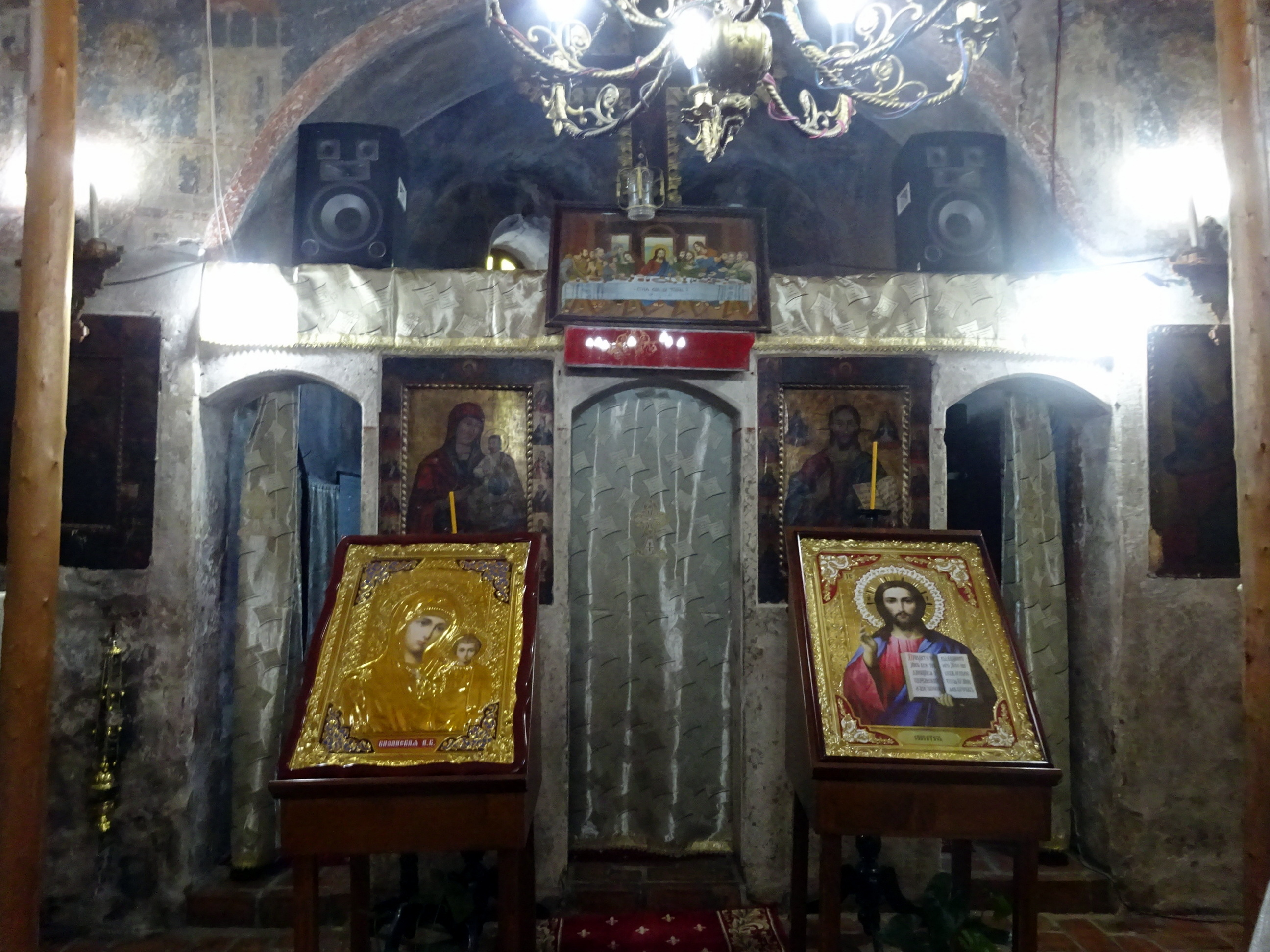
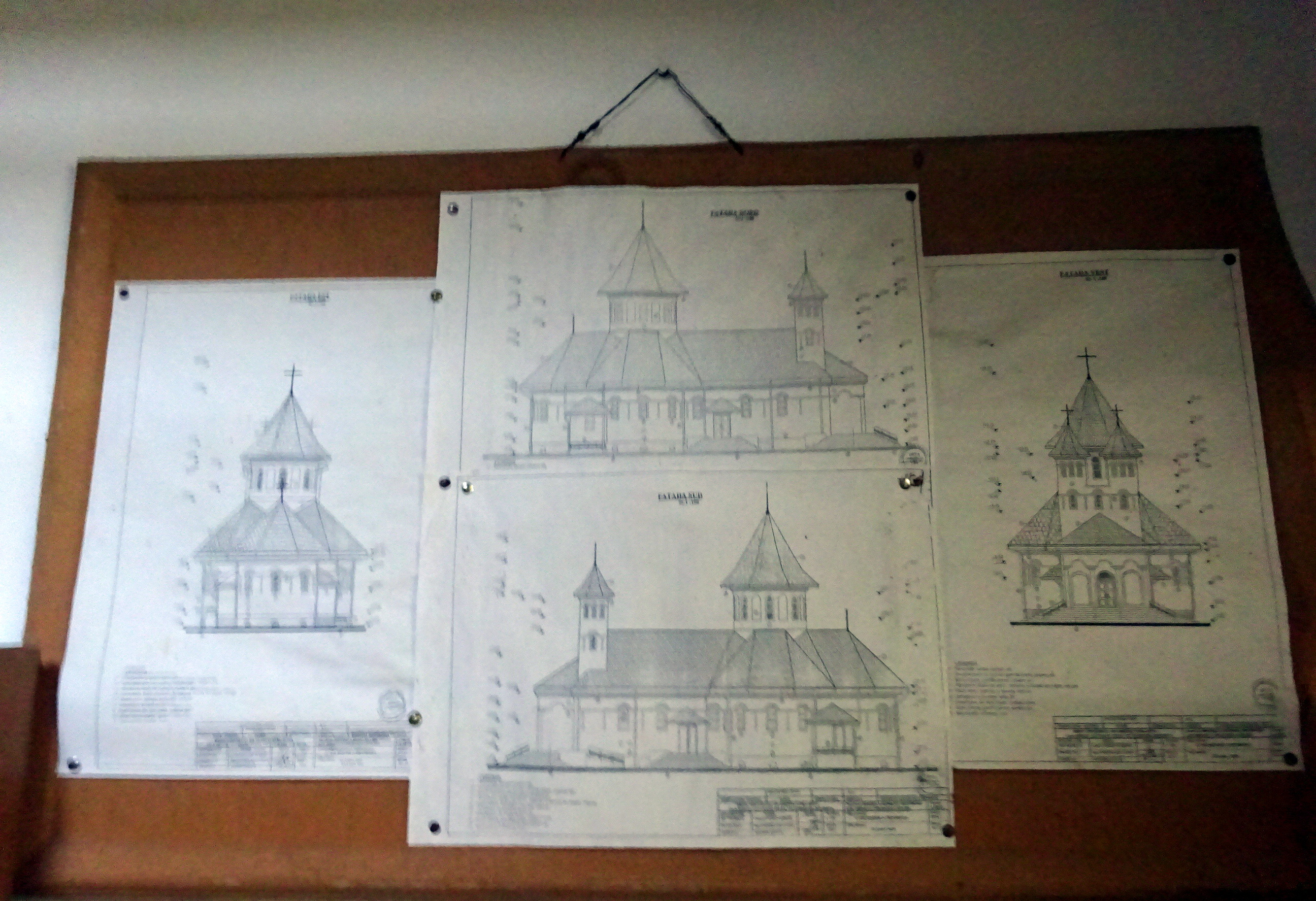

## Imagini din exterior

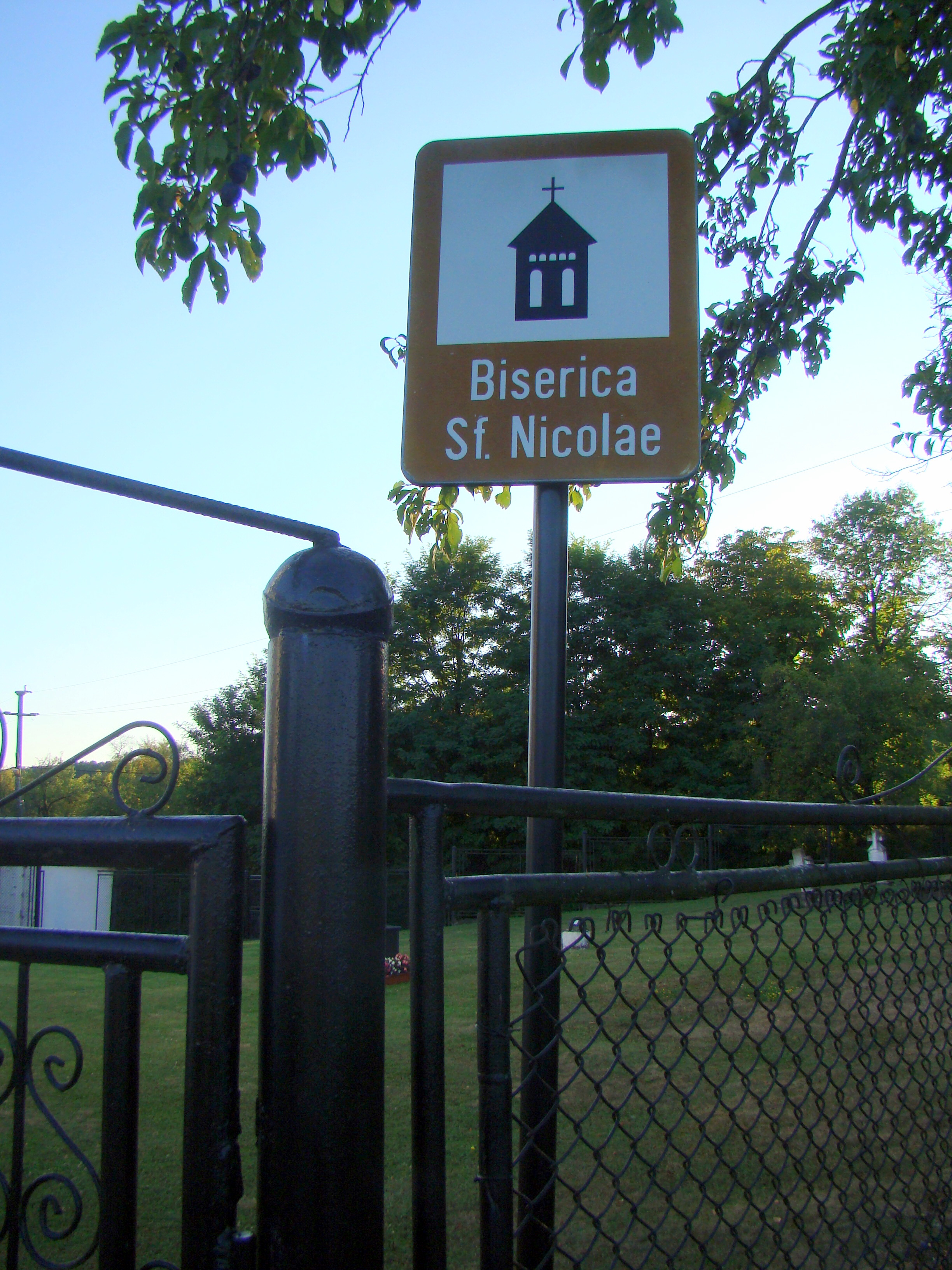
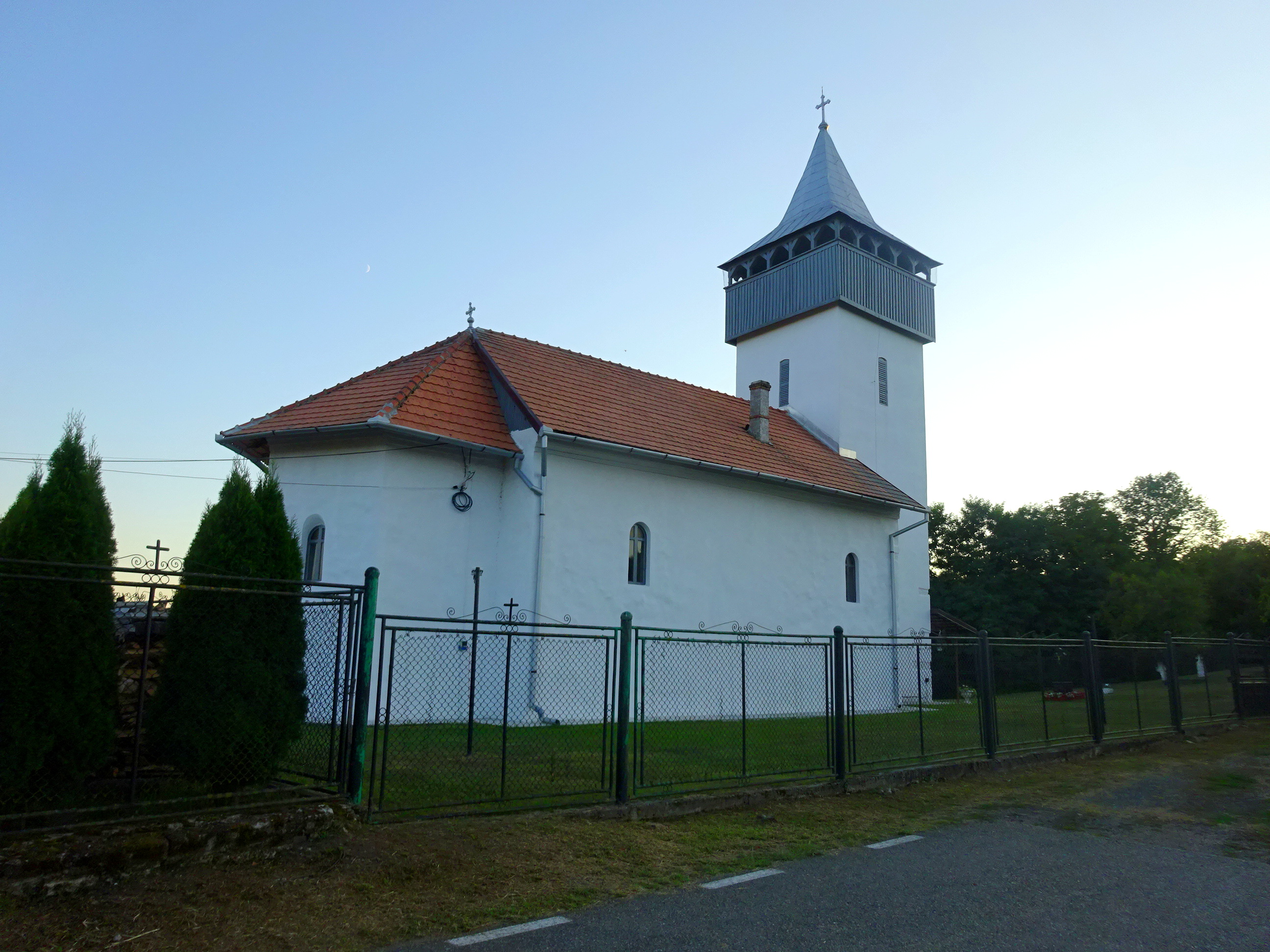
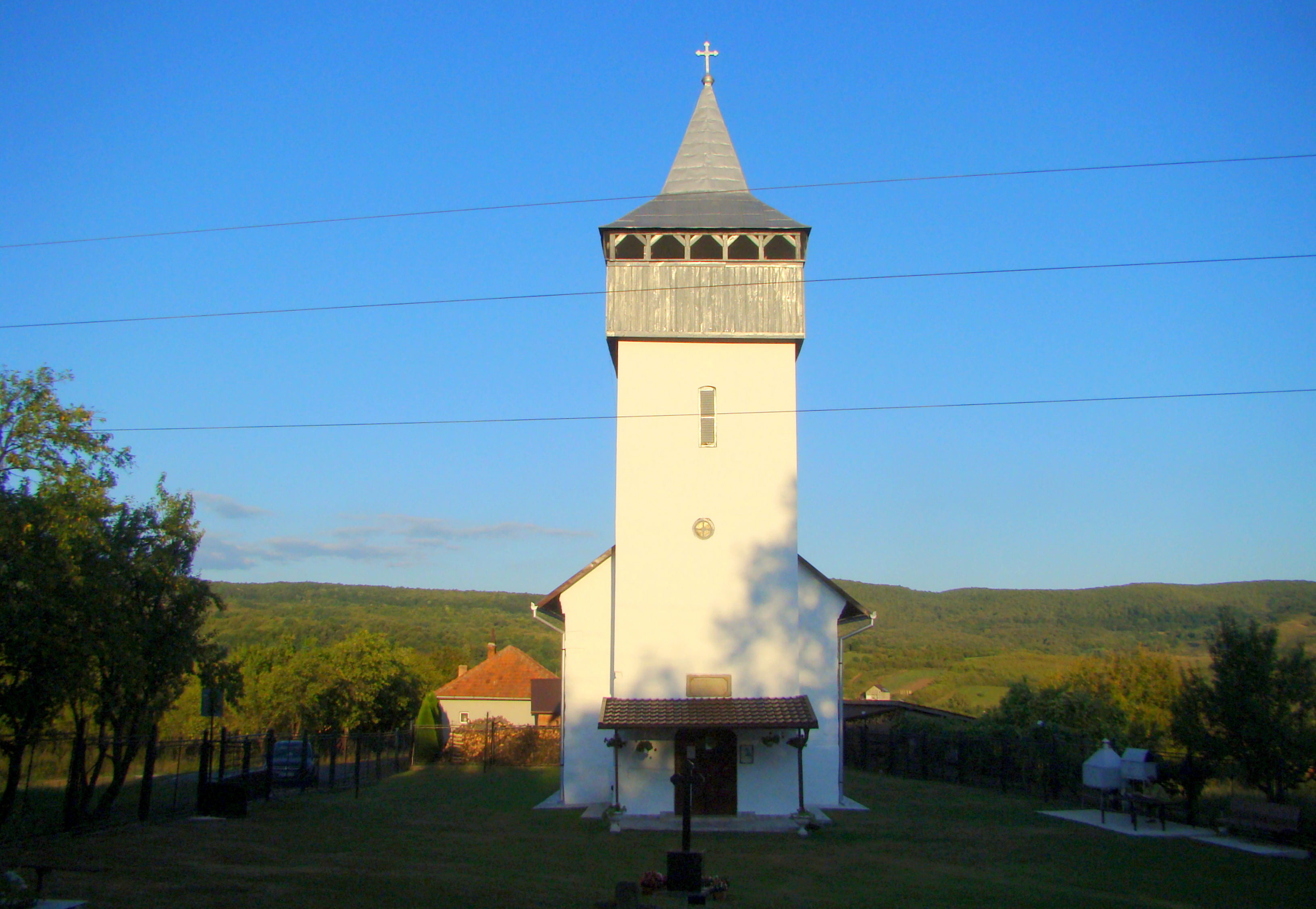
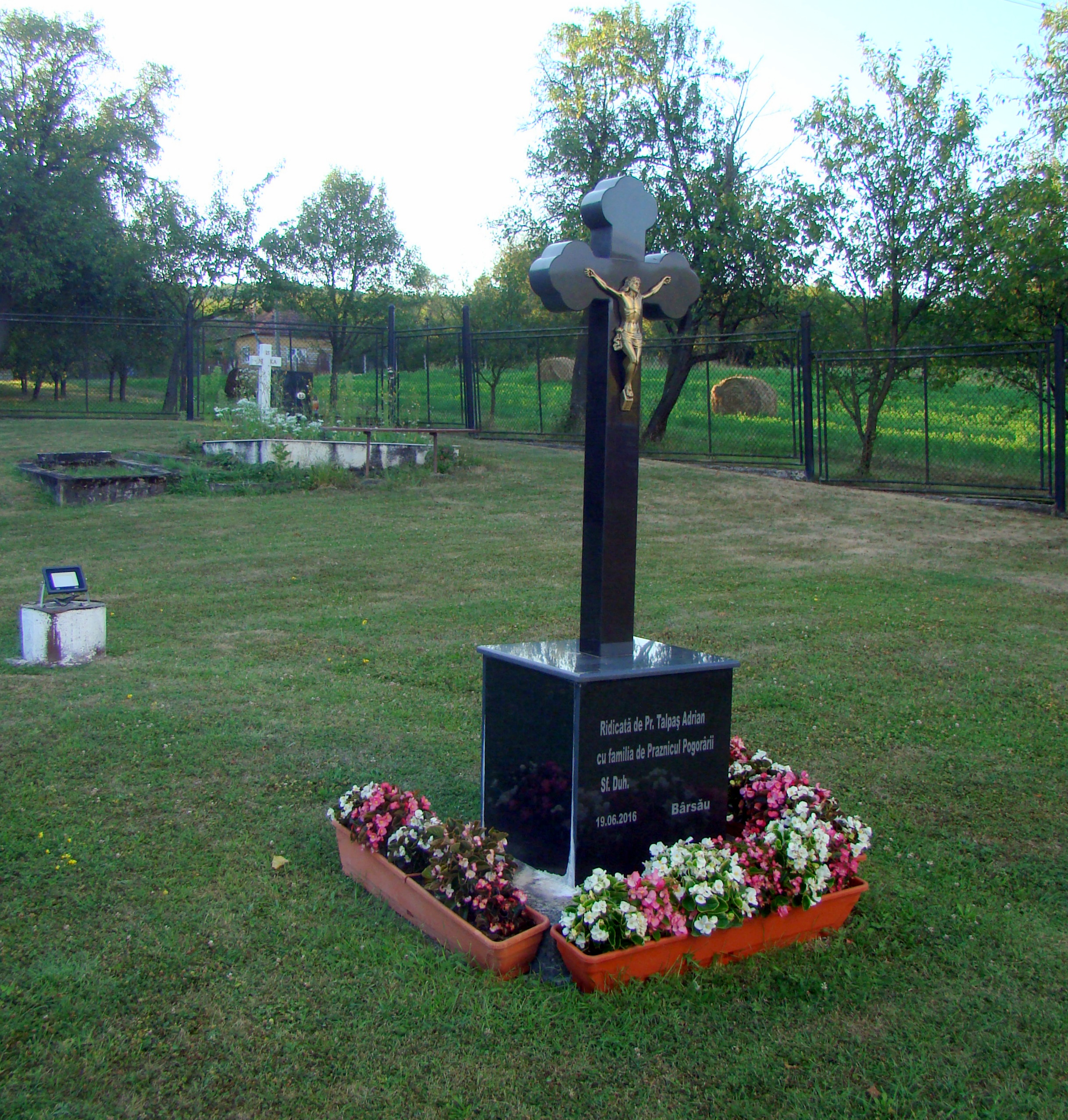
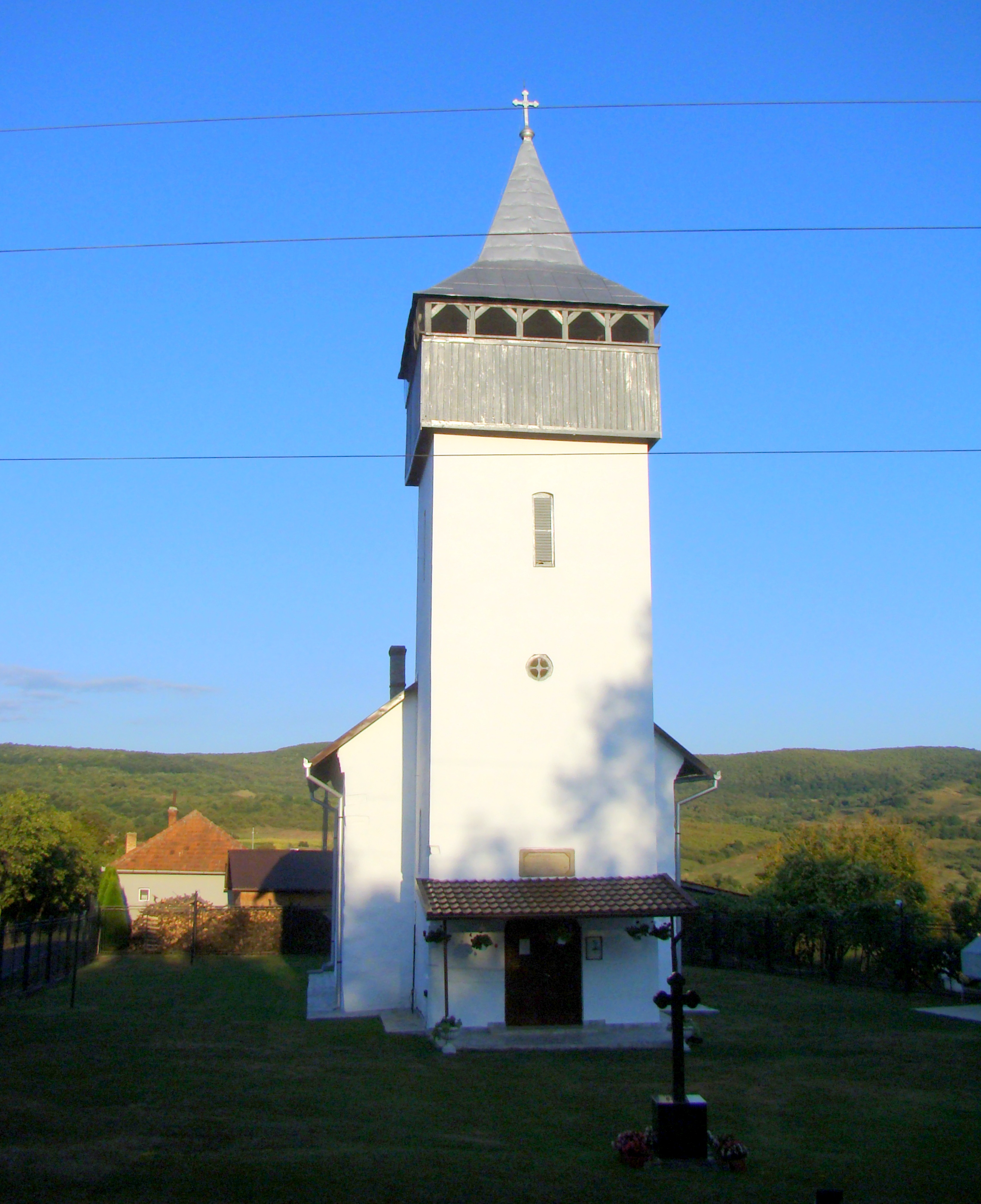
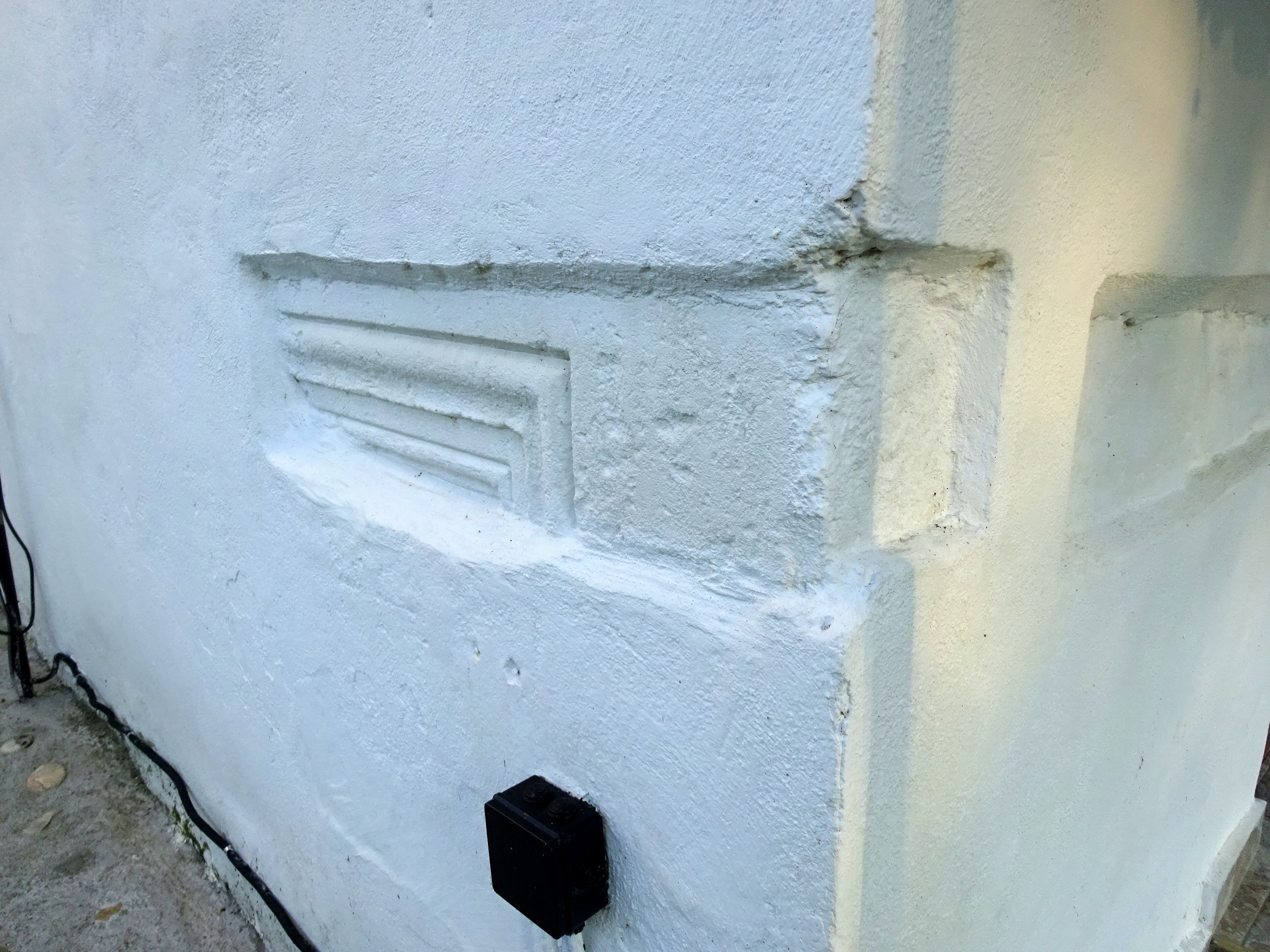
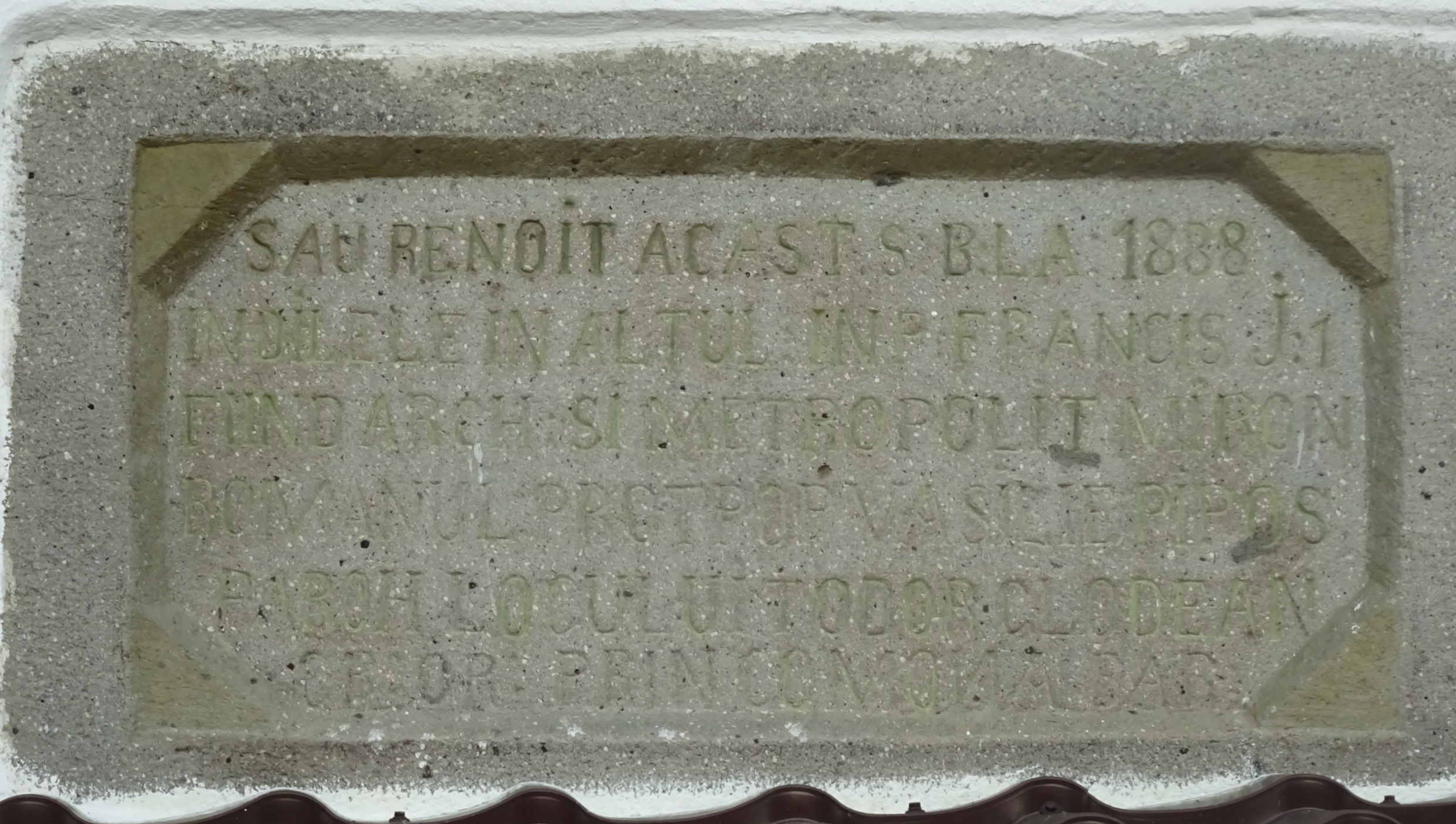
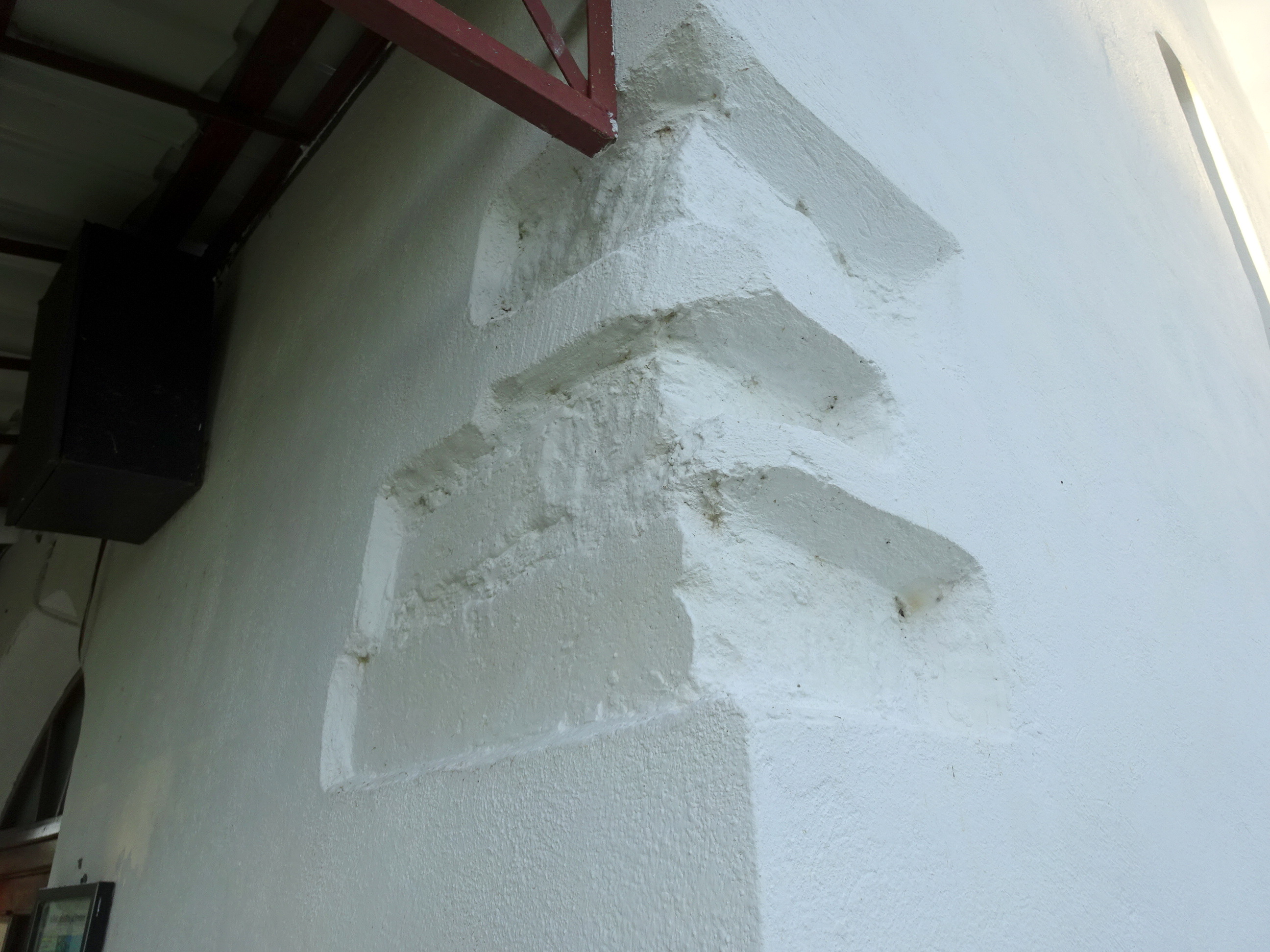
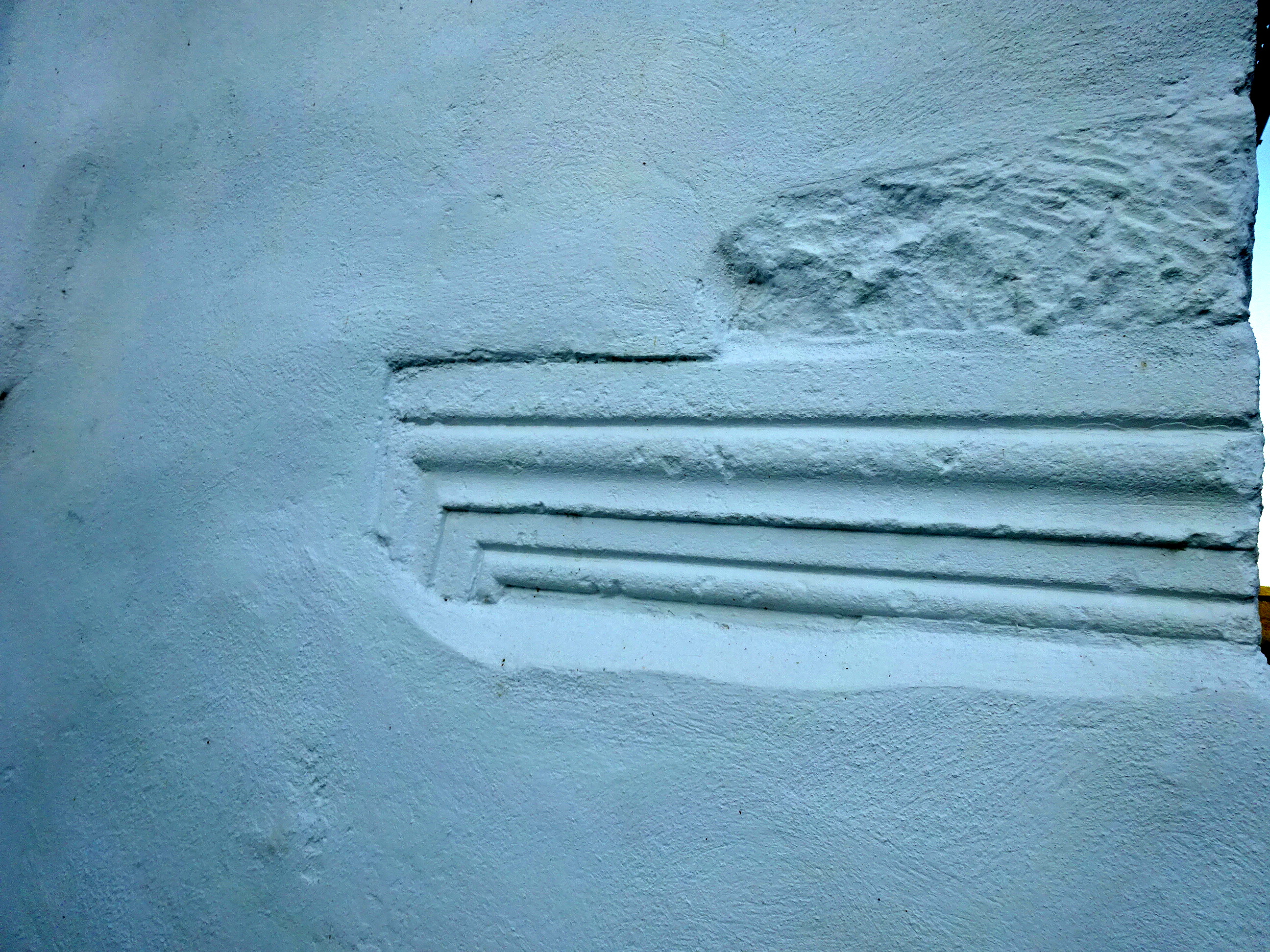
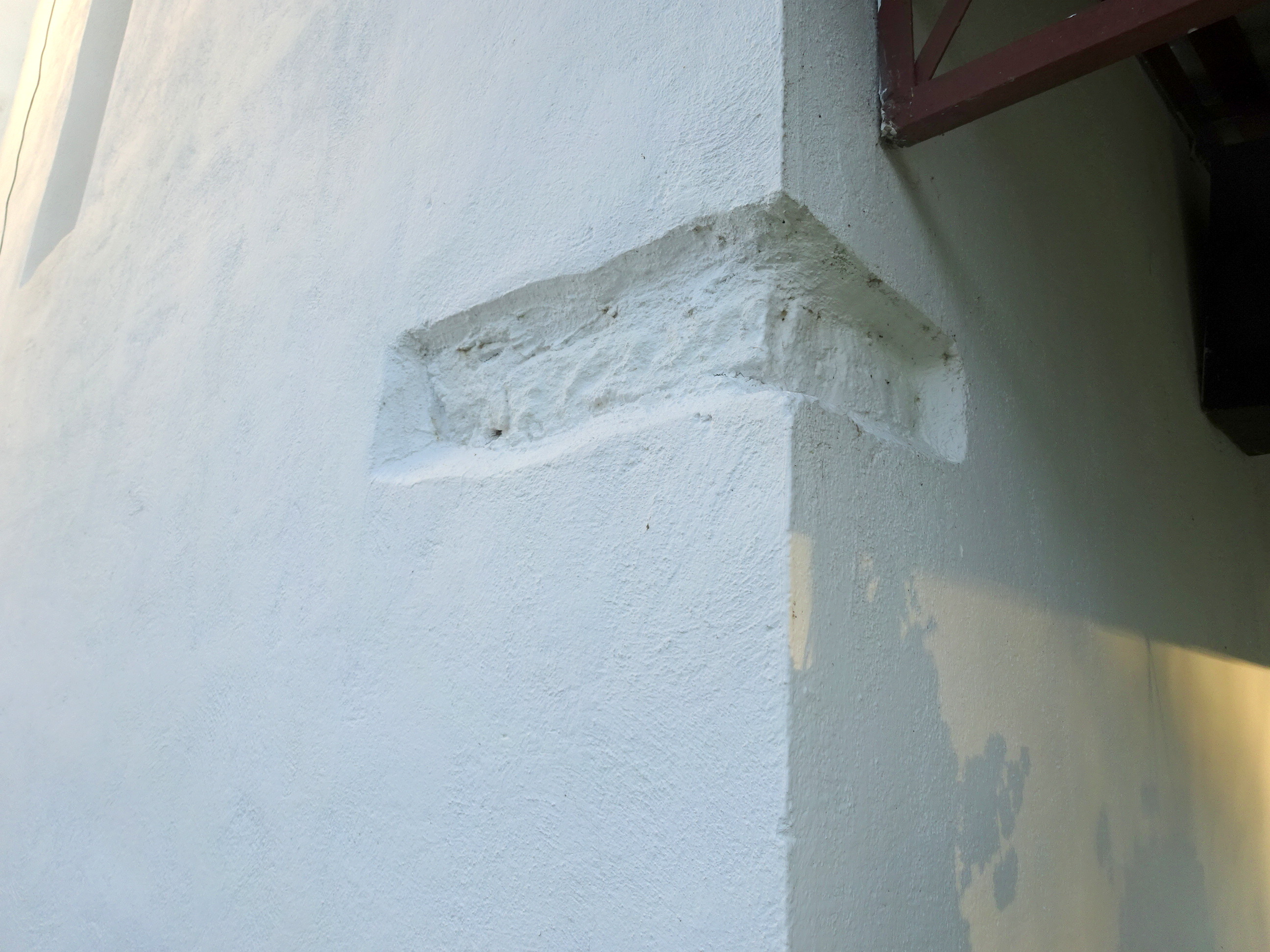
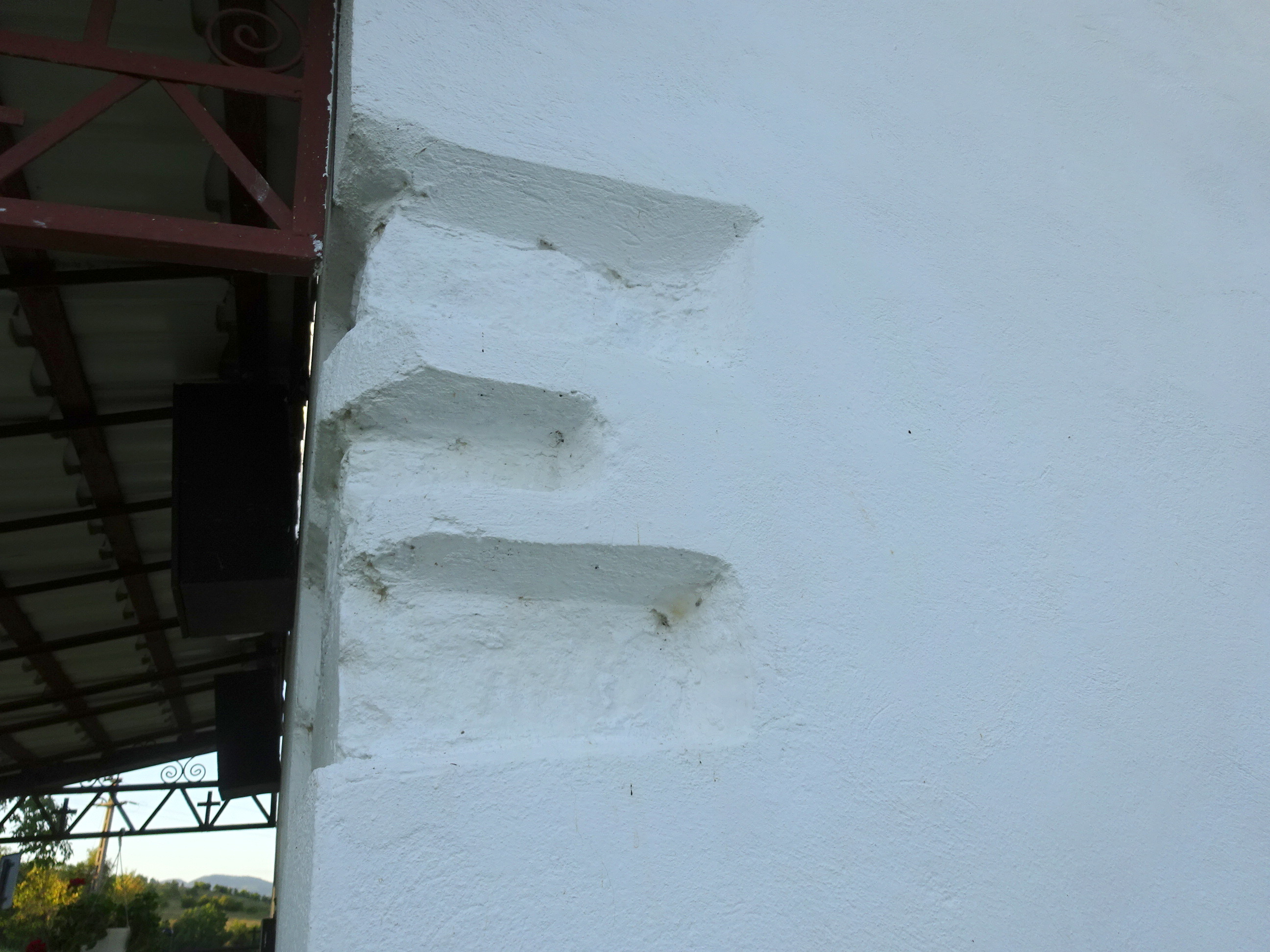
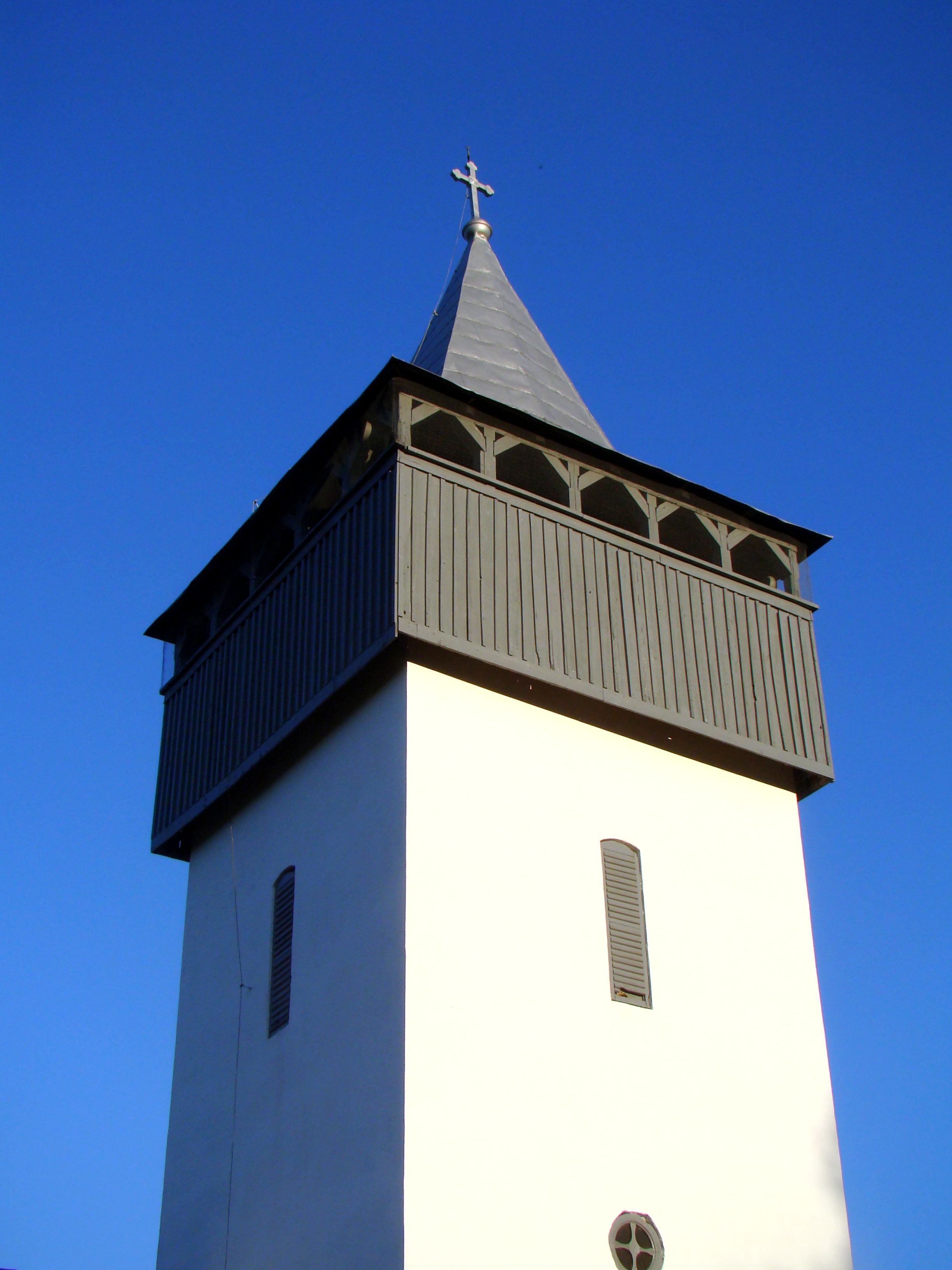
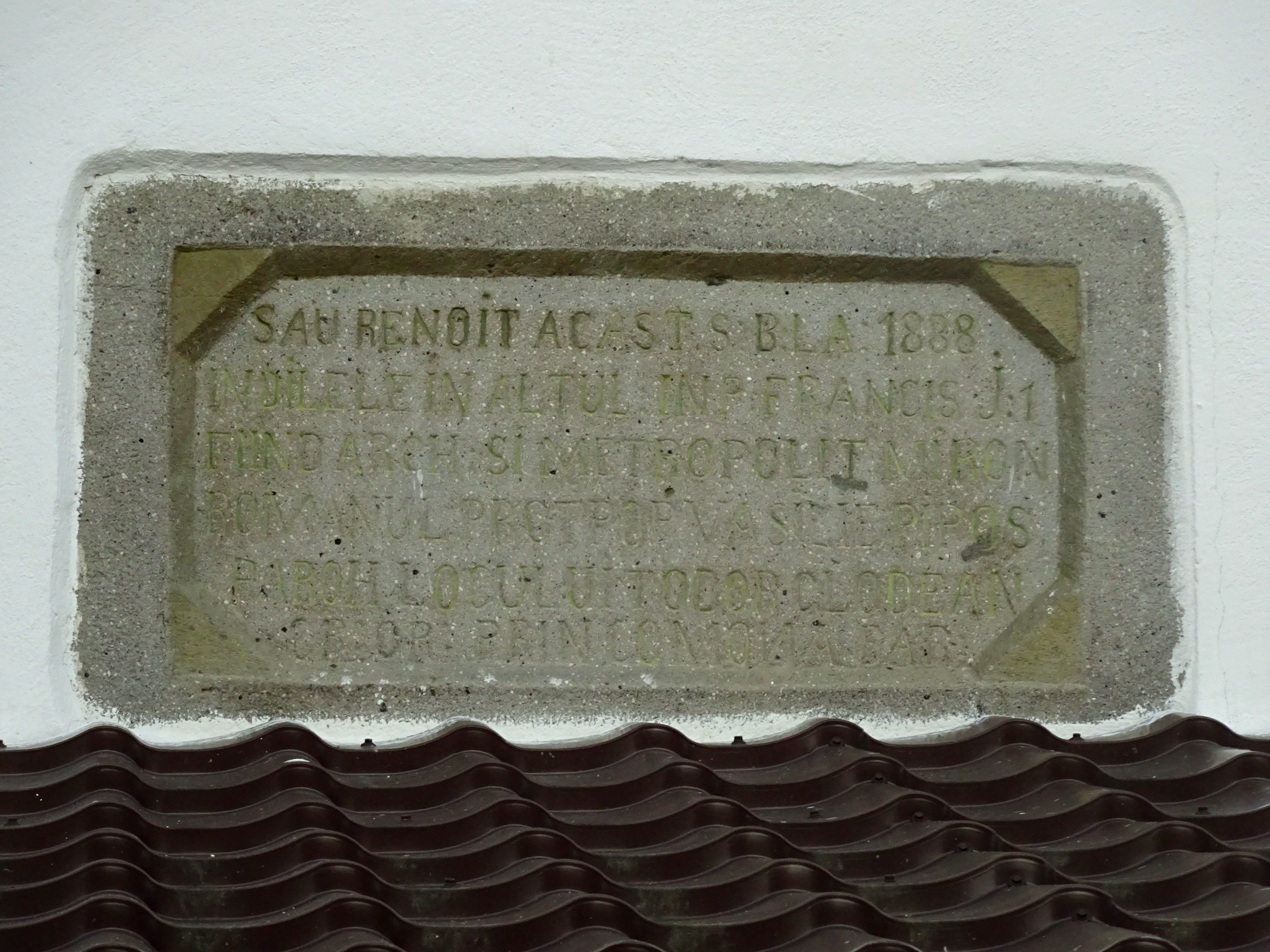
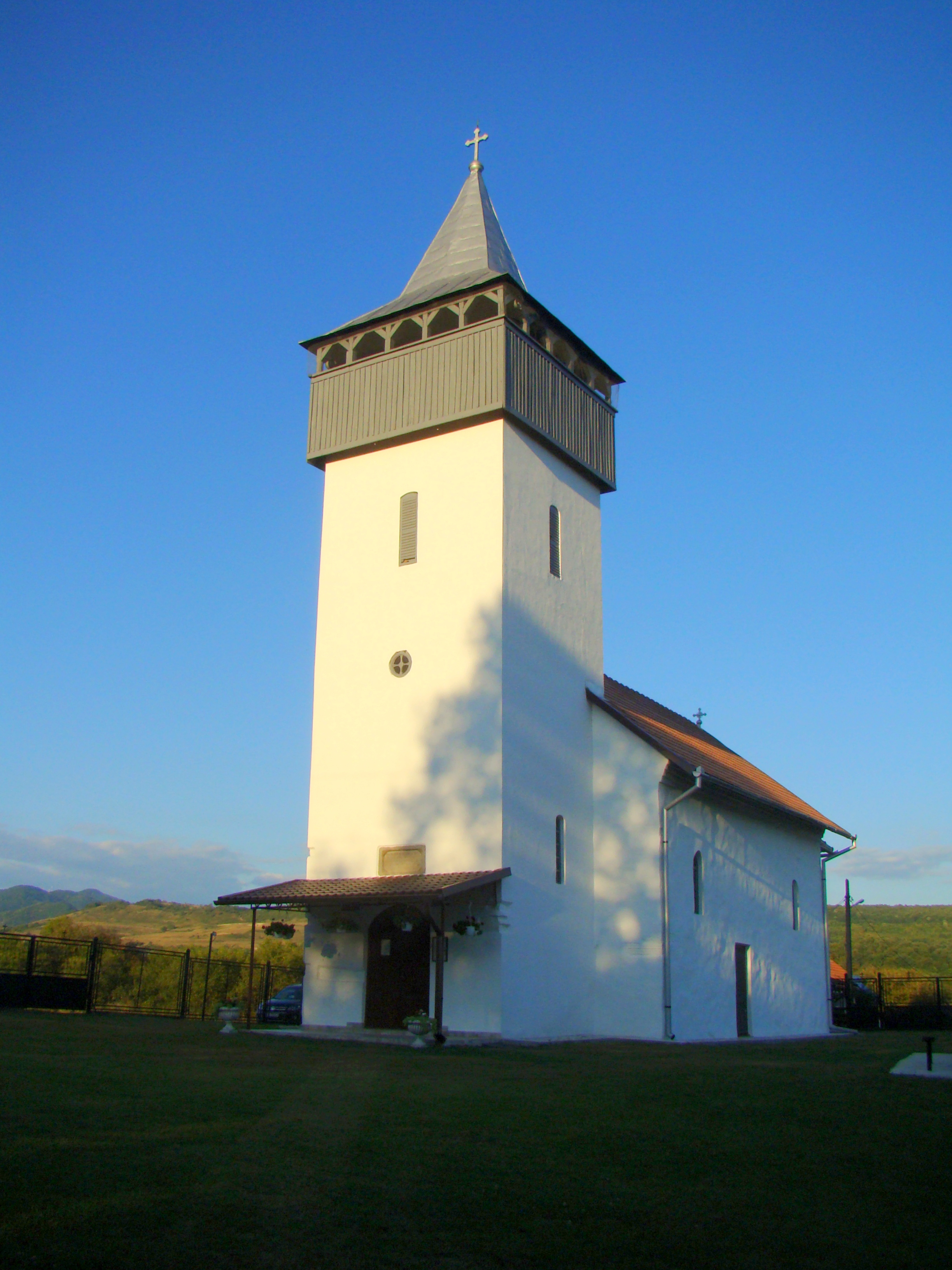
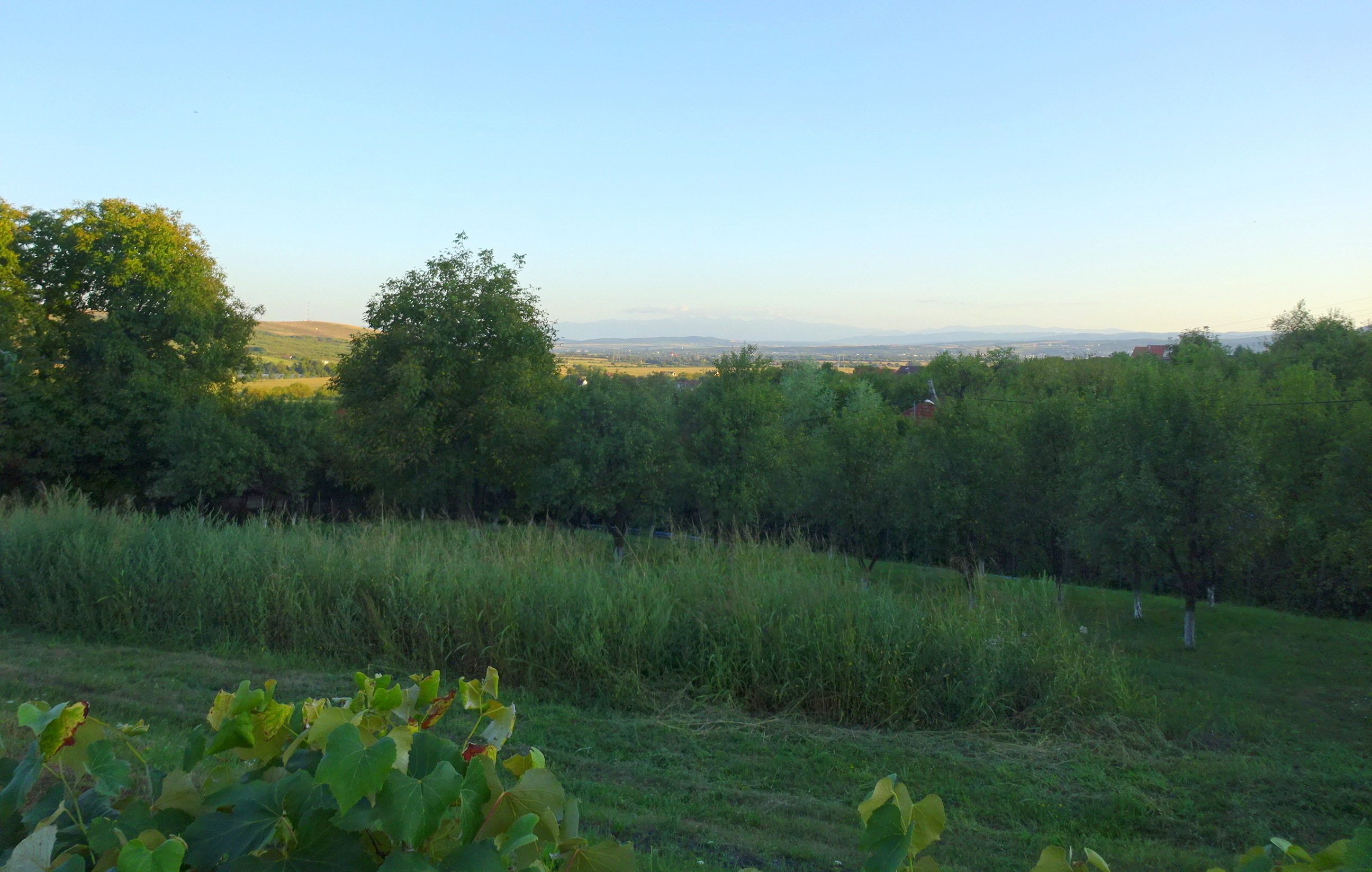
Împrejurimile bisericii
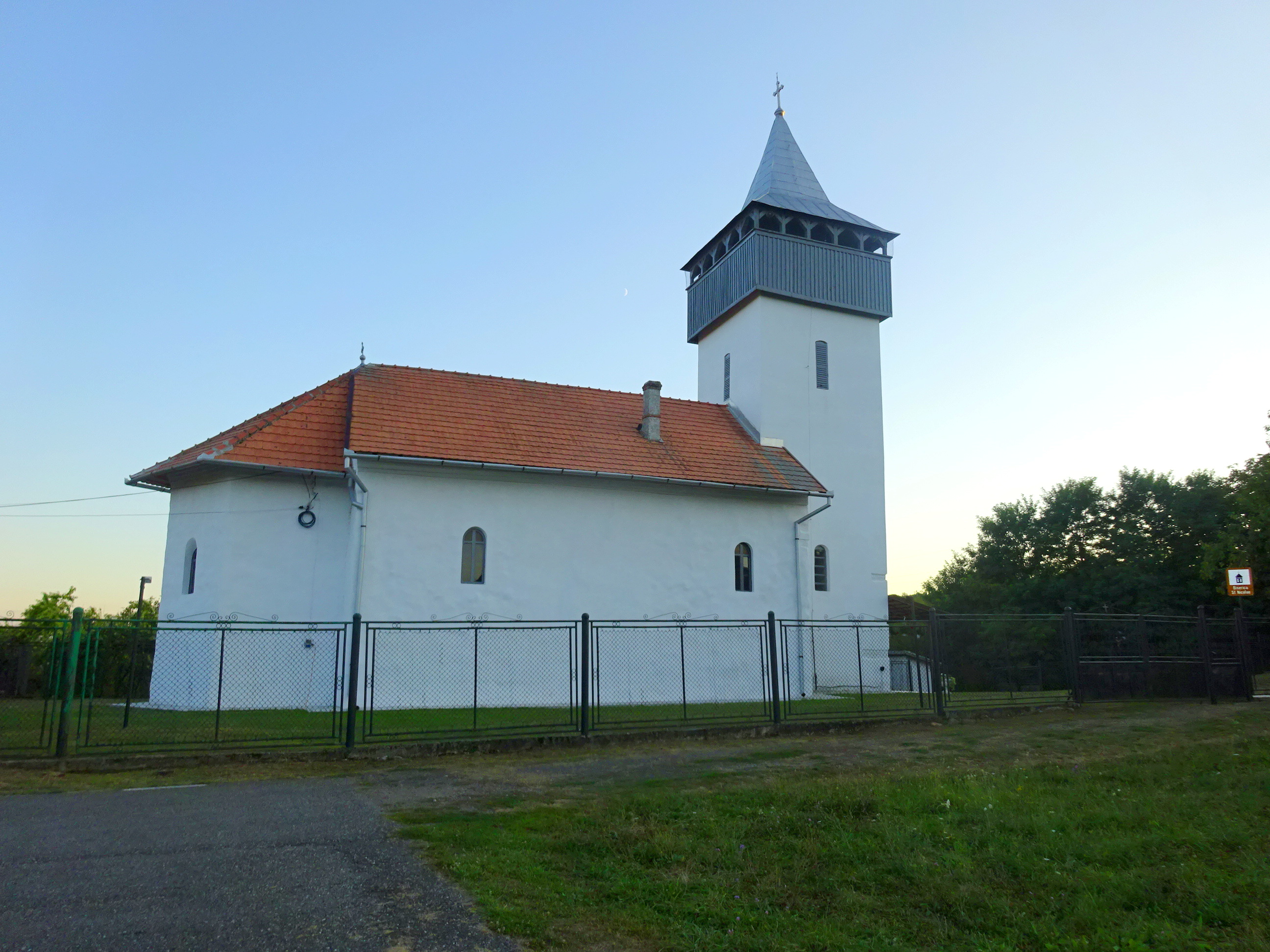
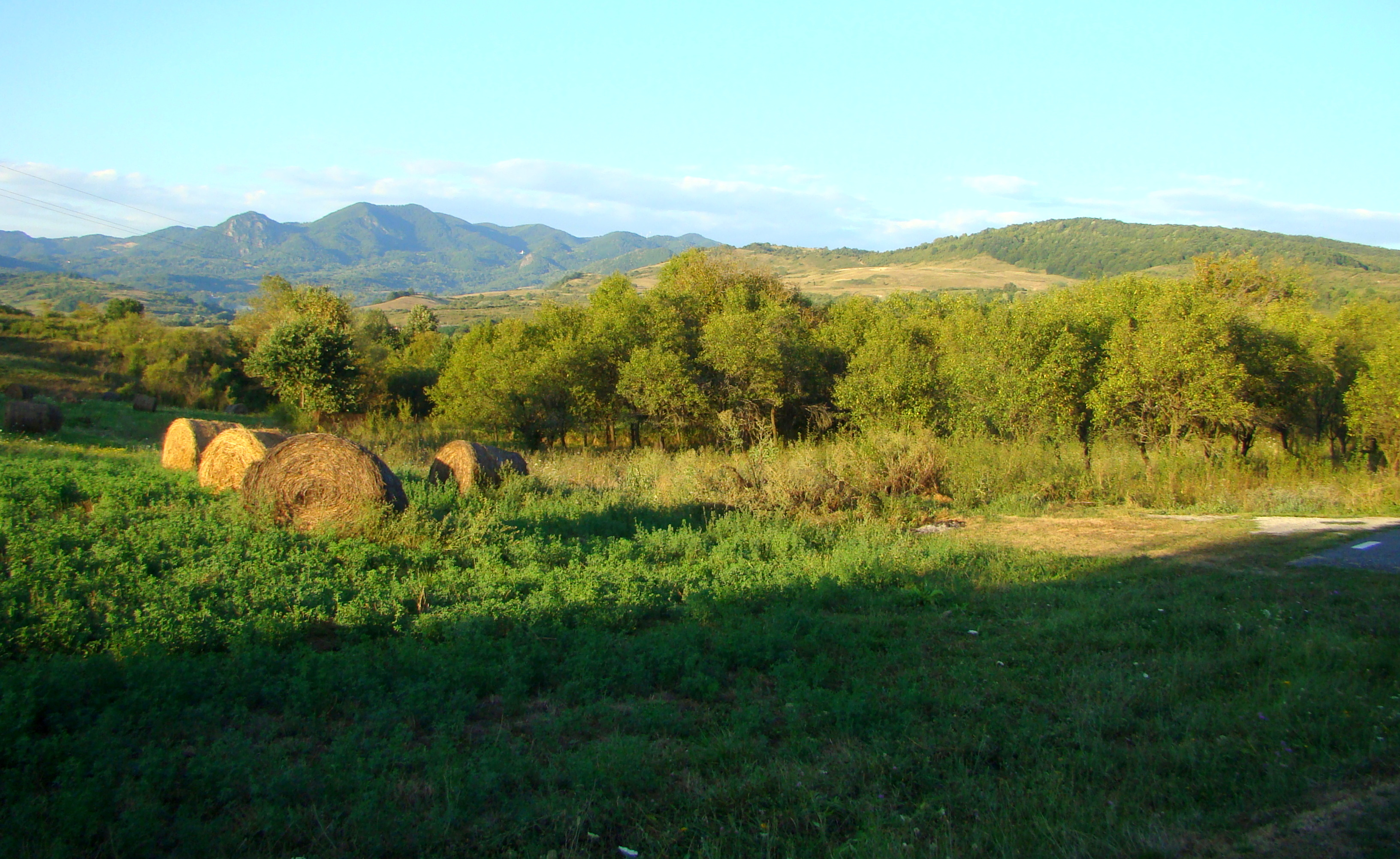
Împrejurimile bisericii